# Whitney Houston
Whitney Elizabeth Houston (9 tháng 8 năm 1963 – 11 tháng 2 năm 2012) là một nữ ca sĩ, diễn viên, nhà sản xuất phim và nhà từ thiện người Mỹ. Được biết đến là "Định nghĩa của tiếng hát" (the Voice), bà được coi là một trong những biểu tượng văn hóa quan trọng nhất mọi thời đại. Houston đã được Kỷ lục Guinness Thế giới chứng nhận là nữ nghệ sĩ đoạt nhiều giải thưởng nhất mọi thời đại và là một trong những nghệ sĩ âm nhạc bán đĩa chạy nhất mọi thời đại, với doanh số hơn 220 triệu bản thu âm được tiêu thụ trên toàn cầu. Houston được biết đến với sức hấp dẫn vượt trội trên các bảng xếp hạng âm nhạc đại chúng, có ảnh hưởng đến việc phá bỏ rào cản chủng tộc, ngành công nghiệp thu âm và văn hóa đại chúng, cũng như những màn trình diễn giọng hát mạnh mẽ, có hồn, sự phổ biến việc sử dụng kỹ thuật hát phúc âm trong nhạc pop, và sản xuất phim ảnh. Năm 2023, bà được tạp chí Rolling Stones xếp ở vị trí thứ hai trong danh sách những ca sĩ vĩ đại nhất mọi thời đại. Houston có tổng cộng 11 đĩa đơn đứng đầu bảng xếp hạng Billboard Hot 100 và là nghệ sĩ duy nhất có 7 đĩa đơn liên tiếp đạt vị trí số một trên bảng này. Bà còn nâng cao danh tiếng của mình khi lấn sân sang ngành công nghiệp điện ảnh. Houston đã đoạt được rất nhiều giải thưởng trong suốt sự nghiệp của mình và cả sau khi qua đời, bao gồm tám giải Grammy, 16 giải Billboard, hai giải Emmy, và 30 kỷ lục Guinness thế giới. Bà còn được vinh danh tại các đại sảnh, đại lộ danh vọng như đại sản danh vọng Grammy (hai lần được vinh danh), đại sảnh danh vọng nhạc Rhythm and Blues, đại sảnh danh vọng Rock and Roll, đại lộ danh vọng BET, đại sảnh danh vọng Soul Train, đại sảnh danh vọng âm nhạc Georgia, đại sảnh danh vọng New Jersey, và Cơ quan ghi âm quốc gia tại Thư viện Quốc hội.
Houston bắt đầu ca hát trong các nhà thờ từ khi còn nhỏ và trở thành ca sĩ hát đệm khi đang học trung học. Dưới sự dìu dắt của chủ tịch hãng ghi âm Arista Records - Clive Davis, bà ký hợp đồng với hãng này vào năm 19 tuổi. Album đầu tay của bà, Whitney Houston, phát hành năm 1985 và trở thành album đầu tay bán chạy nhất mọi thời đại của một nghệ sĩ solo. Tạp chí Rolling Stone đã bình chọn đây là album hay nhất năm 1986, và là một trong 500 album vĩ đại nhất mọi thời đại. Album phòng thu thứ hai của bà, Whitney (1987), trở thành album đầu tiên của một nữ nghệ sĩ ra mắt ở vị trí quán quân bảng xếp hạng Billboard 200. Houston là nữ nghệ sĩ duy nhất có được 2 album quán quân bảng xếp hạng Billboard 200 cuối năm (trước đây là "Top Pop Albums") trong ấn bản phát hành cuối năm của tạp chí Billboard. Houston là nghệ sĩ duy nhất trong lịch sử có được bảy bài hát liên tiếp đạt vị trí số một trên bảng xếp hạng Billboard Hot 100, bắt đầu với bài hát "Saving All My Love for You" phát hành năm 1985 cho đến "Where Do Broken Hearts Go" phát hành năm 1988. Album phòng thu thứ ba của Houston, "I'm Your Baby Tonight" (1990) đã sản sinh ra hai đĩa đơn số một Billboard Hot 100: "I'm Your Baby Tonight'' và "All The Man That I Need".
Vai diễn chạm ngõ điện ảnh của bà là một ngôi sao trong bộ phim điện ảnh The Bodyguard (1992). Album nhạc phim cho bộ phim đã thắng Giải Grammy cho Album của năm vào năm 1994. Đĩa đơn chủ đạo từ album, "I Will Always Love You", trở thành đĩa đơn bán chạy nhất của một nữ nghệ sĩ trong lịch sử âm nhạc. Với album, Houston trở thành nghệ sĩ đầu tiên bán ra hơn một triệu bản album trong một tuần. Album cũng trở thành album của một nữ nghệ sĩ bán chạy nhất mọi thời đại. Houston tiếp tục đóng vai chính trong các bộ phim kế tiếp và tham gia thực hiện phần nhạc phim cho các phim đó, trong đó có Waiting to Exhale (1995), The Preacher's Wife (1996). Nhạc phim của bộ phim The Preacher's Wife sau đó trở thành album nhạc phúc âm bán chạy nhất mọi thời đại. Album My Love Is Your Love (1998) nối dài chuỗi album thành công của Houston với loạt đĩa đơn nổi tiếng như ''Heartbreak Hotel'', ''It's Not Right but It's Okay'', ''My Love Is Your Love'', và ''When You Believe'' (song ca cùng Mariah Carey). Với tư cách là một nhà sản xuất phim, bà đã sản xuất các bộ phim đa văn hóa bao gồm Cinderella (1997) và loạt phim ăn khách bao gồm The Princess Diaries và The Cheetah Girls.
Sau thành công về cả chuyên môn lẫn thương mại trong sự nghiệp âm nhạc và điện ảnh, Houston ký một hợp đồng trị giá 100 triệu đô-la Mỹ với Arista Records. Tuy nhiên, những vấn đề trong đời tư bắt đầu phủ bóng đen lên sự nghiệp âm nhạc của bà và album Just Whitney (2002) nhận được những phản hồi trái chiều. Việc sử dụng thuốc và cuộc hôn nhân đầy biến động của bà với Bobby Brown trở nên phổ biến rộng rãi trên truyền thông. Sau 6 năm tạm dừng thu âm, Houston trở lại vị trí quán quân của bảng xếp hạng Billboard 200 với album phòng thu cuối cùng, I Look to You (2009). Vào ngày 11 tháng 2 năm 2012, Houston được phát hiện đã qua đời tại khách sạn Beverly Hilton ở Beverly Hills, California. Báo cáo chính thức của nhân viên điều tra đã chỉ ra bà đã vô tình bị đuối nước trong bồn tắm do bệnh tim mạch và sử dụng cocain. Tin tức về cái chết của bà trùng hợp đúng với lễ trao Giải Grammy 2012, khi bà qua đời trước buổi lễ đúng 1 ngày, đã gây chấn động toàn thế giới. Tang lễ của bà được phủ sóng truyền hình toàn cầu và lượng tiêu thụ đĩa nhạc của bà sau đó đã tăng vọt. Theo một nghiên cứu của Sony Electronics và Công ty Nghiên cứu Truyền hình Nielsen, cái chết của Houston là sự kiện giải trí có ảnh hưởng nhất lịch sử truyền hình.

## Cuộc đời và sự nghiệp

### 1963 – 1984: Thơ ấu và buổi đầu sự nghiệp

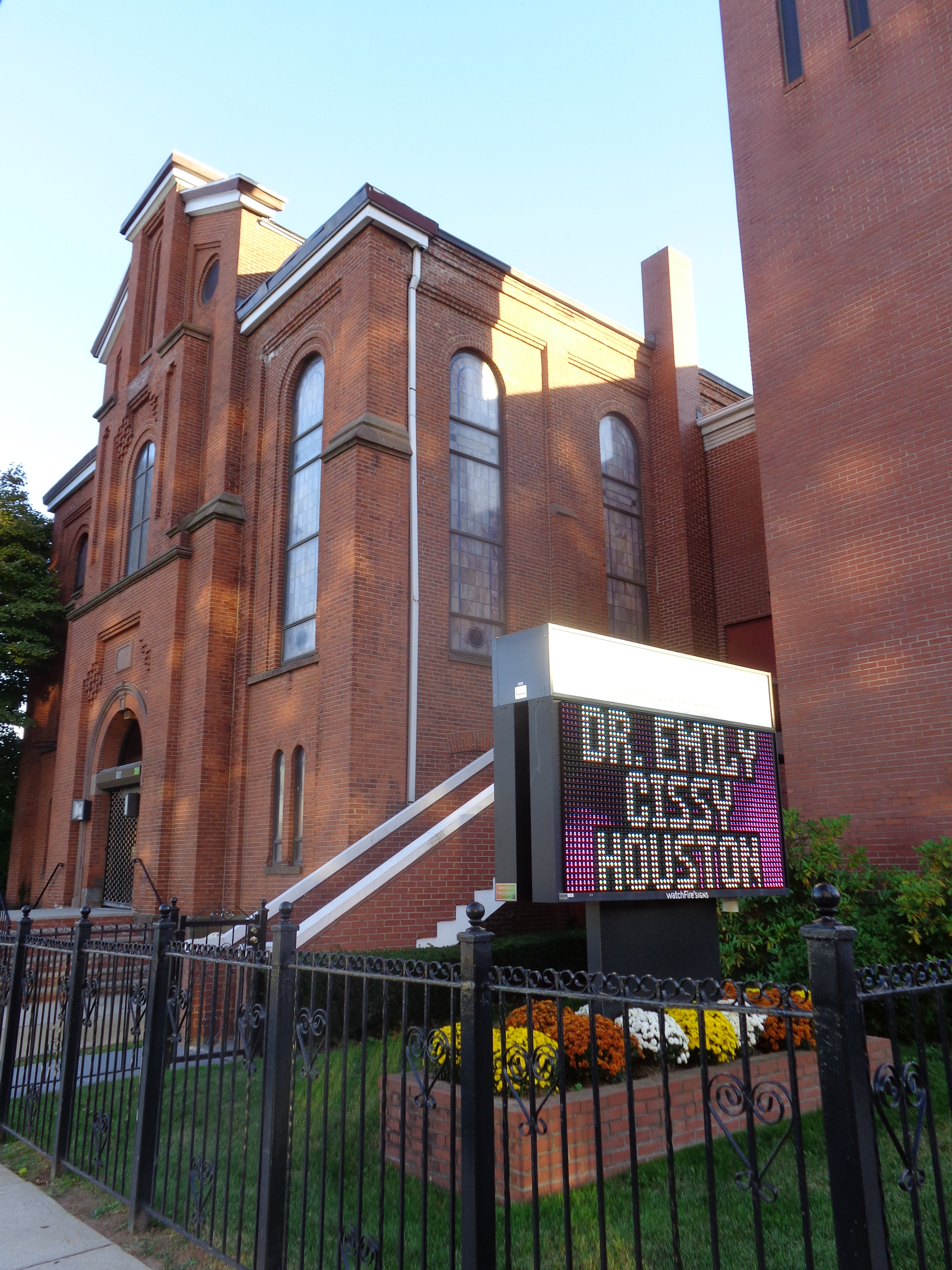
Nhà thờ Báp-tít New Hope tại Newark, New Jersey

Whitney Houston sinh ngày 9 tháng 8 năm 1963 tại một vùng lân cận có thu nhập trung bình gần Newark, New Jersey. Bà là con gái của một người từng phục vụ cho quân đội Hoa Kỳ, đồng thời cũng là nhà điều hành giải trí John Russell Houston, Jr. (13 tháng 9 năm 1920 – 2 tháng 2 năm 2003), và ca sĩ nhạc phúc âm Emily "Cissy" (Drinkard) Houston. Anh trai của bà, Michael, là một ca sĩ, và một người anh trai khác của bà, Gary Garland, là cựu cầu thủ bóng rổ. Cha mẹ bà đều là những người Mỹ gốc Phi, và bà cũng được cho là một người Mỹ bản xứ và có dòng máu Hà Lan. Thông qua mối quan hệ với mẹ bà, Houston là em họ đầu tiên của hai ca sĩ Dionne Warwick và Dee Dee Warwick. Darlene Love là mẹ đỡ đầu của bà, và người dì danh dự của bà là Aretha Franklin, người bà từng gặp khi mẹ bà dẫn bà vào một phòng thu âm năm bà 8-9 tuổi. Houston lớn lên theo tôn giáo Baptist, nhưng cũng từng được đến các nhà thờ Ngũ Tuần. Sau Vụ bạo loạn năm 1967 ở Newark, gia đình bà chuyển đến một vùng có thu nhập trung bình ở East Orange, New Jersey, năm bà lên 4 tuổi.
Vào năm 11 tuổi, Houston bắt đầu biểu diễn như một người hát solo trong dàn hợp xướng phúc âm thiếu nhi tại Nhà thờ Báp-tít New Hope tại Newark, nơi mà bà đã học chơi piano. Ca khúc đầu tiên bà biểu diễn solo ở đây là "Guide Me, O Thou Great Jehovah". Khi Houston bước vào tuổi vị thành niên, bà học tại trường Mount Saint Dominic Academy, một trường nữ sinh Công giáo ở Caldwell, New Jersey, nơi bà gặp người bạn thân Robyn Crawford mà sau này được bà miêu tả như "một người chị gái bà chưa từng có". Trong khi vừa đi học, bà vừa được mẹ dạy hát. Houston được tiếp xúc với âm nhạc của Chaka Khan, Gladys Knight, và Roberta Flack, đa phần trong số học đều gây ảnh hưởng nhất định đến bà trong vai trò một ca sĩ và một người biểu diễn.
Houston dành phần lớn những năm tháng vị thành niên lưu diễn tại các câu lạc bộ đêm, nơi Cissy biểu diễn, và bà thi thoảng cũng lên sân khấu và biểu diễn chung cùng mẹ. Năm 1977, khi bà 14 tuổi, bà trở thành một ca sĩ hát đệm cho đĩa đơn "Life's a Party" của Michael Zager Band. Một năm sau, Houston tiếp tục hát đệm cho bản hit "I'm Every Woman" của Chaka Khan, ca khúc mà sau này cũng trở thành một hit lớn hơn của bà trong album nhạc phim bán chạy nhất, The Bodyguard. Bà cũng tham gia hát đệm cho các album của Lou Rawls và Jermaine Jackson.
Đầu những năm 1980, Houston bắt đầu trở thành một người mẫu thời trang sau khi một nhiếp ảnh gia chứng kiến bà hát cùng mẹ tại Carnegie Hall. Bà từng xuất hiện trên tạp chí Seventeen và trở thành một trong số những nữ người mẫu da màu đầu tiên xuất hiện trên bìa tạp chí này. Bà cũng xuất hiện trong các mẫu thiết kế trên tạp chí Glamour, Cosmopolitan, Young Miss, và trong một quảng cáo đồ uống nhẹ của hãng Canada Dry trên truyền hình. Vẻ ngoài và sự quyến rũ như của một cô gái hàng xóm đã giúp cho bà trở thành một trong số các người mẫu tuổi teen chuẩn mực nhất vào thời điểm đó. Trong khi vừa làm người mẫu, bà tiếp tục sự nghiệp thu âm của mình với việc hợp tác cùng các nhà sản xuất Michael Beinhorn, Bill Laswell và Martin Bisi trong album tiên phong của họ có tựa đề là One Down của nhóm nhạc Material. Với dự án này, Houston đòng góp một bản ballad có tên "Memories", một bản hát lại ca khúc của Hugh Hopper, một thành viên của Soft Machine. Robert Christgau của The Village Voice gọi bài hát này là "một trong số những bản ballad tuyệt nhất mà bạn từng nghe". Bà cũng hát chính một bài hát trong album Paul Jabara and Friends của Paul Jabara, được phát hành bởi Columbia Records năm 1983.
Houston trước đây đã nhận được những lời mời từ các công ty thu âm (Michael Zager năm 1980, và Elektra Records vào năm 1981), tuy nhiên mẹ bà từ chối những lời đề nghị này, giải thích rằng bà cần phải tốt nghiệp trung học phổ thông. Năm 1983, Gerry Griffith, một người đại diện cho hãng Arista Records, chứng kiến bà biểu diễn cùng mẹ trong một câu lạc bộ đêm ở thành phố New York và hoàn toàn bị ấn tượng. Ông thuyết phục người đứng đầu Arista lúc bấy giờ là Clive Davis thu xếp thời gian để xem Houston trình diễn. Davis sau này cũng bị thuyết phục, và đưa ra một bản hợp đồng thu âm trên toàn cầu. Houston đã đồng ý ký vào đó. Sau đó, cũng trong năm này, bà ra mắt trên hệ thống truyền hình quốc gia, thông qua lần xuất hiện đầu tiên cùng Davis trong chương trình The Merv Griffin Show.
Houston ký hợp đồng với Arista trong năm 1983, nhưng không bắt tay vào thực hiện album ngay lập tức. Hãng đĩa này muốn đảm bảo rằng bà không ký hợp đồng với các hãng khác. Davis cũng muốn chắc chắn rằng ông đã có những chất liệu và các nhà sản xuất âm nhạc thích hợp cho album đầu tay của Houston. Một số nhà sản xuất đã không được tham gia dự án do những cam kết này. Houston lần đầu thu âm một ca khúc hợp tác với Teddy Pendergrass có tựa đề "Hold Me". Ca khúc này bao gồm trong album của ông, Love Language. Đĩa đơn cho bài hát phát hành năm 1984 và đem về những thành công đầu tiên cho Houston, khi nó trở thành một hit trong top 5 của bảng xếp hạng R&B. Ca khúc về sau cũng xuất hiện trong album đầu tay của bà, phát hành năm 1985.

### 1985 – 1986: Bắt đầu ảnh hưởng trên toàn cầu
Với sự tham gia của các nhà sản xuất như Michael Masser, Kashif, Jermaine Jackson, và Narada Michael Walden, album đầu tay của Houston, Whitney Houston được phát hành trong tháng 2 năm 1985. Tạp chí Rolling Stone đã ca ngợi Houston, gọi bà là "một trong số những giọng hát mới thú vị nhất những năm vừa qua" trong khi tờ The New York Times lại đánh giá album là "đầy ấn tượng, một sự thể hiện thận trọng đầy tính âm nhạc dành riêng cho một giọng ca tài năng hiếm có". Arista Records tiến hành quảng bá cho album của Houston với 3 đĩa đơn khác nhau phát hành trên thị trường Hoa Kỳ, Vương quốc Anh và một số quốc gia châu Âu khác. Tại Anh, ca khúc nhạc dance-funk, "Someone for Me", được phát hành thành đĩa đơn đầu tiên và thất bại trên các bảng xếp hạng; trong khi "All at Once" lại trở thành đĩa đơn đầu tiên tại các quốc gia Hà Lan và Bỉ, nơi mà ca khúc lần lượt lọt vào top 5 trên bảng xếp hạng đĩa đơn.
Ở Hoa Kỳ, bản ballad ngọt ngào "You Give Good Love" được chọn là đĩa đơn mở đường từ album đầu tay của Houston nhằm thiết lập vị trí của cô trên thị trường các nghệ sĩ da màu. Tại các thị trường ngoài Hoa Kỳ, ca khúc không nhận được đủ sự quan tâm để trở thành một hit, nhưng riêng tại Mỹ, ca khúc đã trở thành hit lớn đầu tiên của album khi nó đạt đến vị trí thứ 3 trên bảng xếp hạng US Billboard Hot 100, và quán quân trên bảng xếp hạng Hot R&B. Kết quả là, doanh số của album tăng dần lên, và Houston tiếp tục quảng bá thông qua việc lưu diễn trong các câu lạc bộ đêm ở Hoa Kỳ. Bà cũng bắt đầu biểu diễn trong các chương trình giao lưu nửa đêm, những chương trình mà những nghệ sĩ da màu chưa nổi tiếng thường không thể tiến đến. Bản ballad mang phong cách jazz "Saving All My Love for You" được phát hành sau đó và trở thành đĩa đơn quán quân đầu tiên của Houston tại Mỹ và Anh. Bà sau này trở thành nghệ sĩ hát mở đầu buổi biểu diễn trong chuyến lưu diễn trên toàn quốc của nam ca sĩ Jeffrey Osborne. "Thinking About You" được phát hành như một đĩa đơn quảng bá dành riêng cho các trạm phát thanh chuyên phát R&B, và cũng lọt vào top 10 bảng xếp hạng US R&B. Vào thời điểm đó, MTV nhận nhiều chỉ trích vì phát quá ít các bài hát của các nghệ sĩ da đen, La-tinh, và của các nghệ sĩ thuộc các chủng tộc thiểu số khác, trong khi tập trung nhiều vào các nghệ sĩ da trắng. Đĩa đơn thứ ba tại Hoa Kỳ, "How Will I Know", cũng đạt đến ngôi vị quán quân và đưa Houston đến với các khán giả của MTV nhờ video âm nhạc của ca khúc. Các đĩa đơn và các album sau này của Houston đều đã giúp bà trở thành nữ nghệ sĩ người Mỹ gốc Phi đầu tiên nhận được một lượng lớn các thính giả trung thành trên MTV.
Năm 1986, một năm sau ngày phát hành, Whitney Houston đã leo đến vị trí quán quân bảng xếp hạng US Billboard 200 và giữ vị trí này trong 14 tuần không liên tiếp. Đĩa đơn cuối cùng từ album, "Greatest Love of All", trở thành hit lớn nhất của Houston lúc bấy giờ sau khi đạt đến vị trí số 1 trên Hot 100 trong 3 tuần, giúp cho bà trở thành nữ nghệ sĩ đầu tiên có album đạt 3 đĩa đơn quán quân. Houston xuất hiện ở vị trí quán quân trên bảng xếp hạng nghệ sĩ của năm và Whitney Houston đứng vị trí thứ nhất trên bảng xếp hạng album của năm trong ấn bản cuối năm 1986 của tạp chí Billboard, giúp bà trở thành nữ nghệ sĩ đầu tiên đạt được những thành công này. Lúc đó, album đầu tay của Houston là album đầu tay bán chạy nhất của một nghệ sĩ. Houston sau đó khởi động chuyến lưu diễn đầu tiên của bà, Greatest Love Tour. Album đã đạt được thành công thương mại trên toàn cầu, và được chứng nhận 13× Bạch kim (Kim Cương) chỉ riêng tại thị trường Hoa Kỳ, và đạt doanh số 25 triệu bản tiêu thụ trên toàn thế giới.
Tại lễ trao Giải Grammy 1986, Houston nhận được 3 đề cử trong đó bao gồm giải Album của năm. Bà không đủ điều kiện xét đề cử ở hạng mục Nghệ sĩ mới xuất sắc nhất do bà đã góp mặt trong bản thu âm R&B hợp tác với Teddy Pendergrass vào năm 1984. Bà thắng Giải Grammy đầu tiên trong sự nghiệp ở hạng mục Trình diễn giọng pop nữ xuất sắc nhất cho ca khúc "Saving All My Love for You". Màn trình diễn của Houston tại lễ trao giải truyền hình trực tiếp của Giải Grammy sau đó đã đem về cho cô một Giải Emmy cho Mãn trình diễn đơn xuất sắc nhất trong một chương trình tự do hoặc âm nhạc.
Houston giành tổng cộng 7 giải American Music Award trong 2 năm 1986 và 1987, và một giải MTV Video Music Award. Độ nổi tiếng của album tiếp tục đem về cho bà đề cử tại Giải Grammy 1987 khi "Greatest Love of All" nhận đề cử ở hạng mục Bản thu âm của năm. Album đầu tay của năm được đưa vào danh sách 500 album hay nhất của tạp chí Rolling Stone và trong danh sách 200 The Rock & Roll Hall of Fame. Sự xuất hiện của Houston trong ngành công nghiệp âm nhậc được cho là một trong số 25 cột mốc âm nhạc quan trọng nhất trong 25 năm qua, theo tạp chí USA Today. Thành công của Houston đã mở ra cánh của đến với những thành công lớn trong âm nhạc đại chúng và trên MTV cho các nữ nghệ sĩ người Mỹ gốc Phi khác như Janet Jackson và Anita Baker.

### 1987 – 1991:Whitney,I'm Your Baby Tonightvà "The Star Spangled Banner"
Sau nhiều kỳ vọng, album phòng thu thứ hai của Houston, Whitney, được phát hành vào tháng 6 năm 1987. Album một lần nữa được sản xuất bởi Masser, Kashif và Walden, cũng như Jellybean Benitez. Nhiều nhà phê bình đã phàn nàn về việc chất liệu quá tương đồng với album trước đó của bà. Tạp chí Rolling Stone nhận định: "sự hạn hẹp trong lối đi mà tài năng này được định hướng đang gây thất vọng". Dẫu vậy, album vẫn đạt được những thành công thương mại. Houston trở thành nữ nghệ sĩ đầu tiên trong lịch sử âm nhạc ra mắt ở vị trí quán quân bảng xếp hạng US Billboard 200, và là nghệ sĩ đầu tiên có album xuất hiện ở vị trí số 1 trên cả hai bảng xếp hạng của Hoa Kỳ và Anh Quốc, đồng thời cũng đạt ngôi vương và nằm trong top 10 của nhiều quốc gia trên thế giới. Đĩa đơn đầu tiên của album, "I Wanna Dance with Somebody (Who Loves Me)", cũng là một hit lớn trên toàn cầu, giành ngôi đầu bảng xếp hạng Billboard Hot 100 cũng như nhiều bảng xếp hạng đĩa đơn của các quốc gia khác như Úc, Đức và Anh Quốc. Ba đĩa đơn kế tiếp, "Didn't We Almost Have It All", "So Emotional", và "Where Do Broken Hearts Go" đều đạt vị trí quán quân tại Hoa Kỳ, giúp cho cô có được bảy đĩa đơn quán quân liên tiếp, phá vỡ kỷ lục gồm 6 đĩa đơn trước đó được nắm giữ bởi The Beatles và Bee Gees. Houston cũng trở thành nữ nghệ sĩ đầu tiên có được 4 đĩa đơn quán quân trong một album. Whitney đã được chứng nhận 9× Bạch kim tại Hoa Kỳ với mốc doanh số nhập hàng đạt 9 triệu bản, và bán được tổng cộng hơn 20 triệu bản trên toàn cầu.
Tại Giải Grammy lần thứ 30 vào năm 1988, Houston nhận được ba đề cử, trong đó có giải Album của năm, và thắng giải Grammy thứ hai trong sự nghiệp của mình ở hạng mục Trình diễn giọng Pop nữ xuất sắc nhất với "I Wanna Dance with Somebody (Who Loves Me)". Houston cũng giành được 2 giải Âm nhạc Mỹ vào hai năm liên tiếp 1988 và 1989, và một giải Soul Train Music Award. Sau khi album phát hành, Houston khởi động chuyến lưu diễn Moment of Truth World Tour. Chuyến lưu diễn này là một trong 10 chuyến lưu diễn hòa nhạc có doanh thu cao nhất năm 1987. Thành công của chuyến lưu diễn trong hai năm 1986 – 1987 và của hai album đã giúp Houston đứng vị trí thứ 8 trong danh sách các nhà hoạt động giải trí có lợi nhuận cao nhất của Forbes magazine. Bà cũng là nghệ sĩ người Mỹ gốc Phi kiếm được lợi nhuận nhiều nhất trong các nghệ sĩ nữ, và nhiều thứ ba trong danh sách các nhà hoạt động giải trí sau Bill Cosby và Eddie Murphy.
Houston là một trong số những người ủng hộ Nelson Mandela và phong trào chống chế độ A-pác-thai. Trong thời gian còn làm người mẫu, nữ ca sĩ từ chối làm việc với những người kinh doanh với quốc gia Nam Phi, lúc bấy giờ đang áp dụng chế độ này. Vào ngày 11 tháng 6 năm 1988, tại điểm dừng chân ở châu Âu trong chuyến lưu diễn của mình, Houston cùng một số nhạc sĩ khác đã trình diễn tại sân vận động Wembley Stadium ở Luân Đôn để mừng sinh nhật lần thứ 70 của Nelson Mandela, người sau này bị chính phủ Nam Phi giam giữ. Hơn 72.000 người đã đến sân vận động Wembley Stadium, và hơn một tỷ người trên toàn cầu đã xem buổi hòa nhạc này. Nhờ vậy, buổi hòa nhạc rock thu được hơn 1 triệu đô-la Mỹ để quyên góp từ thiện, đồng thời giúp mọi người có nhận thức về chế độ A-pác-thai. Houston sau đó bay trở về Mỹ để thực hiện hòa nhạc tại Madison Square Garden ở thành phố New York vào tháng tám. Buổi hòa nhạc thu về 250.000 đô-la Mỹ quyên góp cho quỹ United Negro College Fund. Cũng trong năm này, bà thu âm cho NBC một bài hát chủ đề dành riêng cho Thế vận hội mùa hè 1988, "One Moment in Time". Bài hát lọt vào top 5 tại Hoa Kỳ, và đạt vị trí quán quân tại Vương quốc Anh và Đức. Với việc chuyến lưu diễn thế giới của bà tiếp tục vươn tới các châu lục khác, Houston vẫn nằm trong danh sách 20 nhân vật giải trí có lợi nhuận cao nhất trong hai năm 1987 – 1988 của tạp chí Forbes.

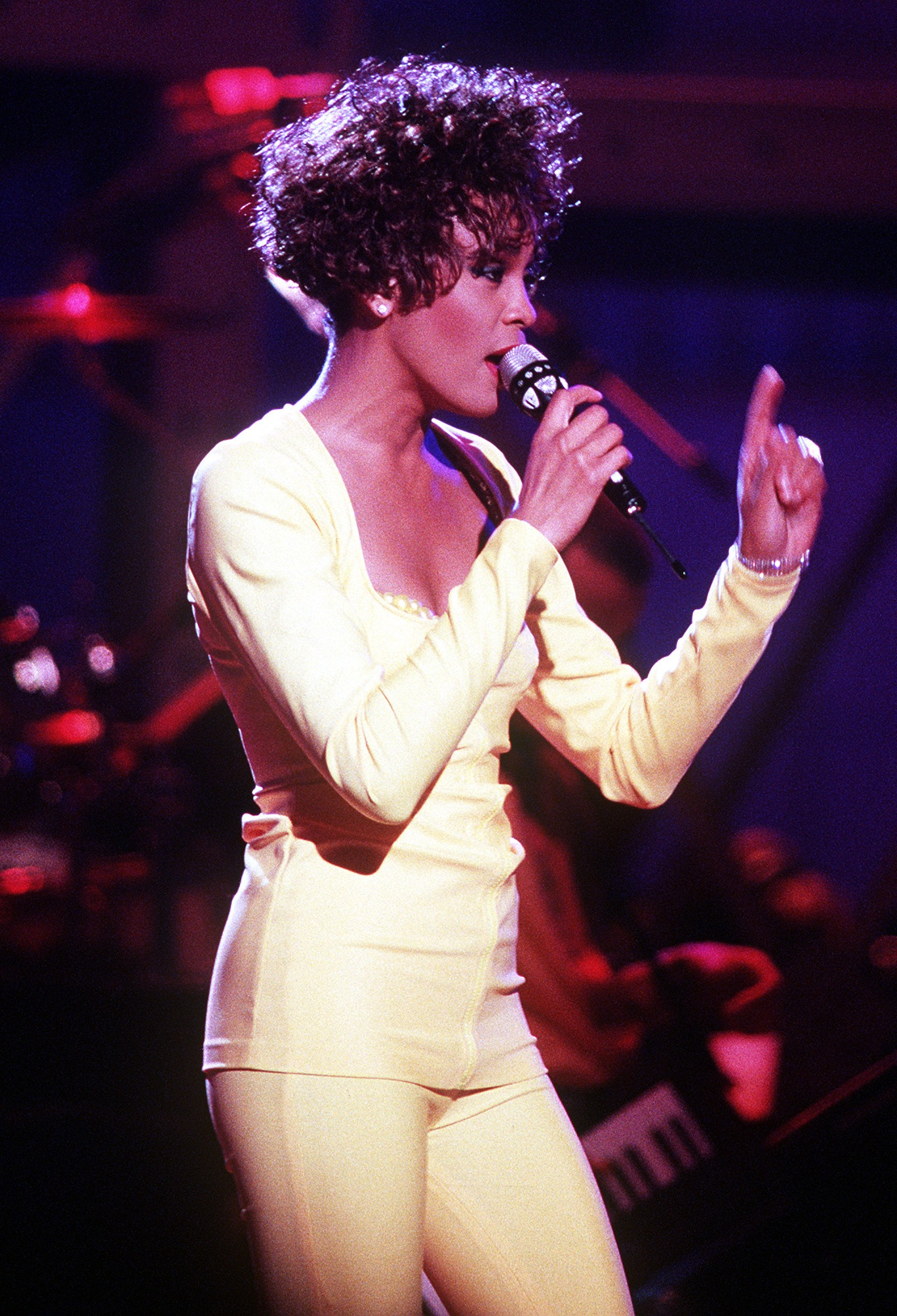
Houston trình diễn "Saving All My Love for You" trong buổi hòa nhạc Welcome Home Heroes năm 1991

Năm 1989, Houston thành lập The Whitney Houston Foundation For Children, một tổ chức phi lợi nhuận gây quỹ giúp đỡ trẻ em trên toàn cầu. Tổ chức này quan tâm đến những trẻ em vô gia cư, mắc bệnh ung thư hoặc AIDS, và một số vấn đề khác liên quan đến sự tự trao quyền lực. Với thành công của hai album, Houston nghiễm nhiên trở thành siêu sao nổi tiếng trên toàn cầu, nổi bật nhất kể từ sau Michael Jackson, thu hút sự quan tâm của công chúng. Tuy nhiên, nhiều nhà phê bình da màu cho rằng bà chỉ đang "là hàng bán chạy". Họ cảm nhận các bản thu âm của bà thiếu đi chất "soul" mà bà thể hiện được trong các buổi hòa nhạc trực tiếp.
Tại Giải Soul Train Music Award 1989, khi Houston được xướng tên trong danh sách đề cử, một số khán giả lên tiếng cười nhạo bà. Houston sau đó tự bào chữa cho bản thân trước những lời chỉ trích, nói rằng, "Nếu bạn muốn có một sự nghiệp lâu dài, thì chỉ có một con đường chắc chắn để làm việc này, và tôi đã đi theo con đường ấy. Tôi không xấu hổ vì điều đó." Houston chuyển hướng sang thể loại thành thị trong album phòng thu thứ ba, I'm Your Baby Tonight, phát hành vào tháng 11 năm 1990. Bà tự hoàn thành công việc sản xuất cũng như tự lựa chọn các nhà sản xuất cho album và do đó, album bao gồm các bài hát được sản xuất và hợp tác với L.A. Reid và Babyface, Luther Vandross, và Stevie Wonder. Album thể hiện được sự linh hoạt của Houston trong một loạt những nhịp điệu dài phức tạp, những bản ballad đậm chất soul và các bài hát nhạc dance nhịp độ nhanh. Các phản hồi thu về rất trái chiều. Rolling Stone nhận định đó là "album xuất sắc và toàn vẹn nhất của cô". Trong khi đó, tờ Entertainment Weekly, cho rằng bước chuyến hướng của Houston sang thể loại thành thị là "hời hợt".
Album bao gồm một số bản hit: hai đĩa đơn đầu tiên, "I'm Your Baby Tonight" và "All the Man That I Need" đều đạt vị trí quán quân trên bảng xếp hạng Billboard Hot 100; "Miracle" đạt đến vị trí thứ 9; "My Name Is Not Susan" nằm trong top 20; "I Belong to You" leo đến top 10 của bảng xếp hạng US R&B và đem về cho Houston một đề cử Grammy; và đĩa đơn thứ sáu, "We Didn't Know" hợp tác với Stevie Wonder, cũng nằm trong 20 của bảng xếp hạng R&B. Album đạt đến vị trí thứ 3 trên bảng xếp hạng Billboard 200 và nhận được chứng nhận 4× Bạch kim tại Mỹ, trong khi doanh số trên toàn cầu đạt 12 triệu bản.
Năm 1990, Houston trở thành phát ngôn viên trong một hội nghị lãnh đạo trẻ tổ chức tại Washington, D.C. Bà có một cuộc tiếp xúc riêng với tổng thống Hoa Kỳ George H. W. Bush ở Nhà Trắng để thảo luận về các thách thức liên quan.
Trong thời gian xảy ra cuộc Chiến tranh vùng Vịnh, Houston đã thể hiện "The Star Spangled Banner" tại Giải Super Bowl lần thứ 25 ở sân vận động Tampa vào ngày 27 tháng 1 năm 1991. Màn trình diễn này sau đó được những người trong cuộc cho là đã bị hát nhép hoặc đã được biểu diễn bằng một chiếc mic chết trong khi bản thu âm do Houston thực hiện từ trước được phát lên. Dan Klores, một phát ngôn viên của Houston, giải thích rằng: "Đây không phải là một câu chuyện về Milli Vanilli. Cô ấy đã biểu diễn trực tiếp, nhưng mic đã được tắt. Đó là một quyết định kỹ thuật, nguyên nhân một phần là do tiếng ồn. Đó là phương thức tổ chức tiêu chuẩn ở những sự kiện kiểu này." (Xem thêm Tranh cãi hát nhép Star Spangled Banner.) Một đĩa đơn và video thương mại cho màn biểu diễn của bà được phát hành, và nằm trong top 20 trên bảng xếp hạng US Hot 100, giúp bà trở thành nghệ sĩ duy nhất biến quốc ca Hoa Kỳ trọng đại trở thành một bản hit đại chúng (phiên bản của José Feliciano từng đạt vị trí thứ 50 vào tháng 11 năm 1968). Houston đã quyên góp toàn bộ lợi nhuận thu được cho Quỹ chiến tranh vùng Vịnh của hội chữ thập đỏ Hoa Kỳ. Do đó, nữ ca sĩ được ghi danh trên bảng các nhà điều hành của hội chứ thập đỏ.
Màn trình diễn của bà được giới phê bình khen ngợi, và được coi là chuẩn mực cho các ca sĩ khác. Rolling Stone bình luận rằng "giọng hát của cô đã khơi dậy lòng yêu nước mạnh mẽ. Không thể nào quên được", và màn biểu diễn được xếp vị trí số một trong danh sách 25 khoảnh khắc âm nhạc đáng nhớ nhất trong lịch sử NFL. VH1 liệt màn diễn vào danh sách những khoảnh khắc vĩ đại làm rung chuyển truyền hình. Sau vụ tấn công ngày 11 tháng 9, màn diễn được Arista Records tái phát hành, và toàn bộ doanh thu được chuyển tới những người lính cứu hỏa và nạn nhân của cụ tấn công. Lần này, bài hát đạt vị trí thứ 6 trên Hot 100 và được chứng nhận bạch kim bởi Hiệp hội Công nghiệp ghi âm Hoa Kỳ.
Sau đó, cũng trong năm 1991, Houston đồng tổ chức buổi hòa nhạc Welcome Home Heroes với HBO cho những người lính đã tham chiến trong cuộc chiến tranh vùng Vịnh và thân nhân gia đình họ. Buổi hòa nhạc miễn phí này được tổ chức tại Naval Station Norfolk ở Norfolk, Virginia trước 3.500 quân nhân nam và nữ. HBO đã giải xáo trộn cho buổi hòa nhạc để tất cả mọi người đều có thể xem miễn phí. Buổi hòa nhạc của Houston đã giúp HBO có được lượng người xem cao kỷ lục. Sau buổi hòa nhạc, bà khởi động chuyến lưu diễn I'm Your Baby Tonight World Tour.

### 1992 – 1994: Kết hôn, làm mẹ vàThe Bodyguard
Trong suốt thập niên 1980, Houston đã có mối quan hệ tình cảm với ngôi sao bóng bầu dục Mỹ Randall Cunningham và nam diễn viên mà sau này bà đã hẹn hò, Eddie Murphy. Sau đó, bà gặp ca sĩ R&B Bobby Brown tại giải Soul Train Music Award 1989. Sau 3 năm hẹn hò, hai người kết hôn vào ngày 18 tháng 7 năm 1992. Ngày 4 tháng 3 năm 1993, Houston hạ sinh đứa con gái duy nhất của cặp vợ chồng, Bobbi Kristina,. Brown sau đó nhiều lần gặp rắc rối liên quan đến pháp luật, trong đó có vài lần bị tạm giam.
Với thành công thương mại của các album, Houston nhiều lần được mời tham gia đóng phim, trong đó có những lời mời cộng tác với Robert De Niro, Quincy Jones, và Spike Lee; nhưng bà cho rằng đó chưa phải thời điểm thích hợp. Vai diễn đầu tiên của Houston là trong bộ phim The Bodyguard, ra mắt năm 1992 cùng với diễn viên chính Kevin Costner. Houston trong vai Rachel Marron, một ngôi sao bị một người hâm mộ điên cuồng săn đuổi và phải thuê một vệ sĩ để bảo vệ mình. USA Today đánh giá bộ phim là một trong 25 khoảnh khắc điện ảnh đáng nhớ nhất trong 25 năm gần đây vào năm 2007. Sự nổi tiếng rộng rãi của Houston đã khiến cho khán giả theo dõi bộ phim không nảy sinh những thành kiến về chủng tộc.
Tuy vậy, tranh cãi nổ ra khi một số cá nhân cho rằng khuôn mặt của Houston trên áp phích quảng cáo đã bị che đi một cách cố ý, nhằm che đậy mối quan hệ đa chủng tộc trong bộ phim. Trong cuộc phỏng vấn với Rolling Stone vào năm 1993, nữ ca sĩ cho rằng "mọi người đều biết Whitney Houston như thế nào – tôi là người da màu. Bạn không thể chối bỏ sự thật đó." Houston đã nhận được một đề cử Giải Mâm xôi vàng cho nữ diễn viên chính tệ nhất. Tờ The Washington Post nhận xét Houston "đang chẳng làm gì hơn ngoài đóng vai Houston, tỏ ra hầu như không hề bị tổn thương nếu có thể đảm nhận việc gì", và The New York Times bình luận rằng cô thiếu kết nối với bạn diễn. Bất chấp những đánh giá trái chiều, bộ phim vẫn đạt được thành công lớn về mặt doanh thu, thu về hơn 121 triệu đô-la Mỹ tại Hoa Kỳ và 410 triệu đô-la Mỹ trên toàn cầu, trở thành một trong 100 bộ phim có doanh thu cao nhất trong lịch sử điện ảnh vào thời điểm nó phát hành, mặc dù hiện bộ phim không còn nằm trong top 100 do giá vé xem phim đã tăng lên kể từ sau khi bộ phim ra mắt.
Album nhạc phim cho bộ phim cũng đem về thành công lớn. Houston điều hành việc sản xuất và thực hiện 6 bài hát trong album nhạc phim đi kèm. Rolling Stone đánh giá album "không gì hơn ngoài sự thú vị, trang nhã và lịch sự". Đĩa đơn mở đường cho album nhạc phim là "I Will Always Love You", sáng tác và thu âm lần đầu bởi Dolly Parton vào năm 1974. Phiên bản của Houston được nhiều nhà phê bình tán dương, đánh giá nó là "ca khúc thương hiệu" hay "màn trình diễn biểu tượng" của bà. Rolling Stone và USA Today gọi bản hát lại của bà là "màn trình diễn ấn tượng với kỹ năng tuyệt vời" ("the tour-de force"). Đĩa đơn đạt vị trí quán quân trên bảng xếp hạng Billboard Hot 100 trong 14 tuần và lập kỷ lục, và cũng phá kỷ lục với 11 tuần dẫn đầu bảng xếp hạng R&B, và 5 tuần đứng nhất bảng xếp hạng Adult Contemporary. Đĩa đơn cũng được RIAA chứng nhận 4× Bạch kim, giúp cho Houston trở thành nữ nghệ sĩ đầu tiên có được đĩa đơn đạt mức chứng nhận này trong lịch sử RIAA và là đĩa đơn bán chạy nhất của một nữ nghệ sĩ trên thị trường Hoa Kỳ. Bài hát cũng đạt được thành công trên toàn cầu, đạt ngôi quán quân ở hầu hết các quốc gia, và trở thành đĩa đơn bán chạy nhất mọi thời đại của một nữ nghệ sĩ với doanh số 20 triệu bản trên toàn cầu.
Album nhạc phim giành ngôi quán quân bảng xếp hạng Billboard 200 trong 20 tuần không liên tiếp, trở thành album có thời lượng quán quân bảng xếp hạng lâu nhất của hãng Arista trong kỷ nguyên Nielsen SoundScan (xếp ở vị trí thứ 10 trong danh sách tất cả hãng thu âm), và là một trong số những album bán nhanh nhất. Trong tuần lễ Giáng Sinh năm 1992, album bán ra hơn 1 triệu bản trong một tuần, trở thành album đầu tiên đạt được thành tích này dưới hệ thống theo dõi của Nielsen SoundScan. Với việc các đĩa đơn kế tiếp, "I'm Every Woman", một bản hát lại ca khúc của Chaka Khan, và "I Have Nothing", đều nằm trong top 5 của bảng xếp hạng, Houston trở thành nữ nghệ sĩ đầu tiên có được 3 đĩa đơn cùng nằm trong top 11. Album được chứng nhận 18× Bạch kim chỉ riêng tại Hoa Kỳ, và với doanh số toàn cầu đạt 45 triệu bản, The Bodyguard trở thành album bán chạy nhất của một nữ nghệ sĩ trong danh sách top 10 album bán chạy nhất thế giới, vượt qua doanh số 40 triệu bản của album Come On Over của Shania Twain. Album cũng trở thành album nhạc phim bán chạy nhất mọi thời đại.
Houston thắng 3 giải Grammy cho album vào năm 1994, trong đó có 2 giải quan trọng nhất của Viện hàn lâm, Album của năm và Thu âm của năm. Ngoài ra, bà còn lập kỷ lục khi giành 8 Giải Âm nhạc Mỹ trong lễ trao giải năm đó, trong đó có giải Award of Merit, 11 Giải thưởng âm nhạc Billboard, 3 Giải Soul Train Music Award trong hai năm 1993 – 1994, trong đó có giải Sammy Davis, Jr. Award cho nhà hoạt động giải trí của năm, 5 Giải NAACP Image Award có bao gồm giải Nhà hoạt động giải trí của năm, 5 Giải thưởng Âm nhạc Thế giới, và một Giải BRIT.

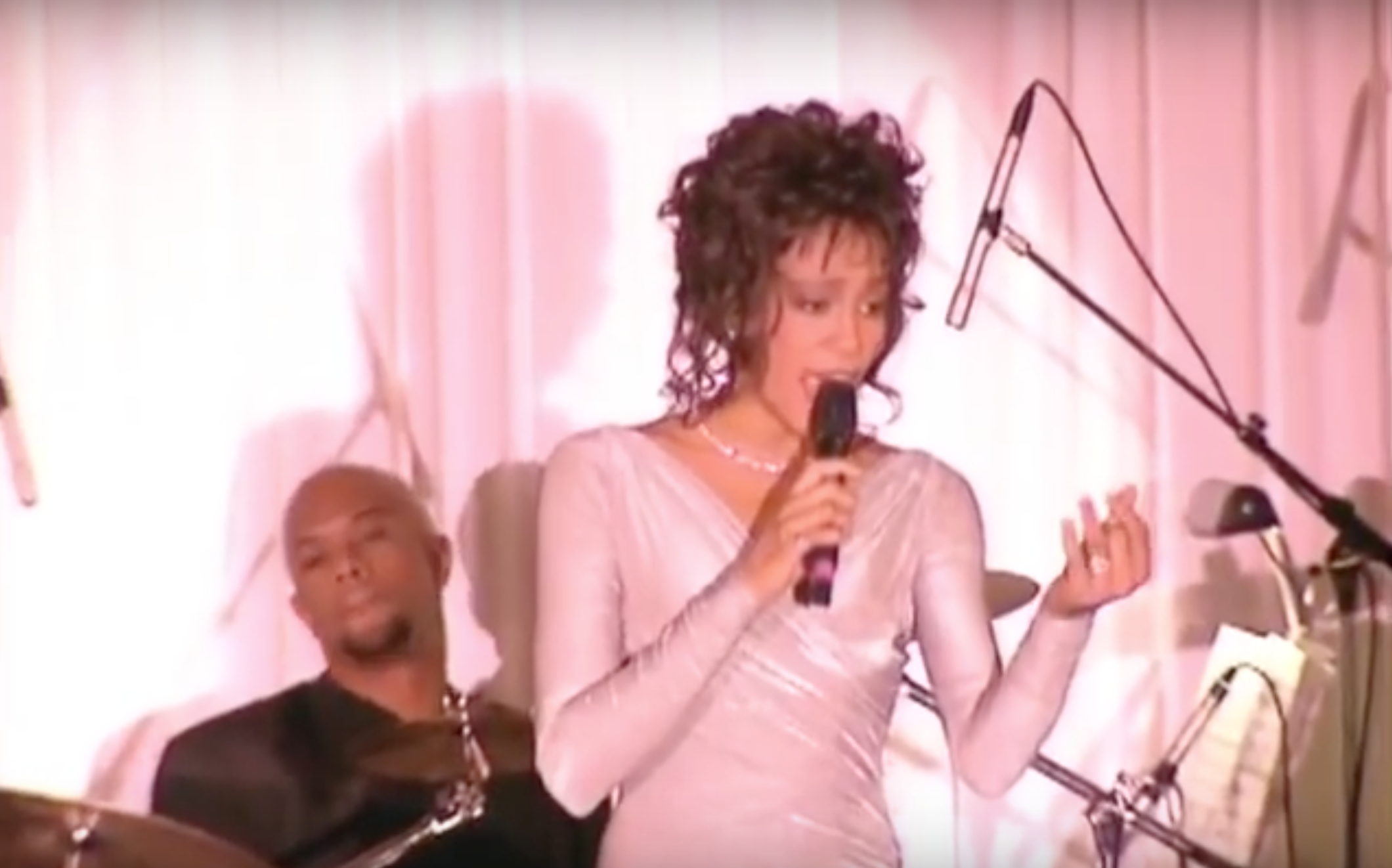
Houston biểu diễn trong một tiệc chiêu đãi tôn vinh Nelson Mandela tại Nhà Trắng vào năm 1994, người sau này đã trở thành tổng thống Cộng hòa Nam Phi.

Sau thành công của dự án, Houston khởi động chuyến lưu diễn rộng trên toàn cầu, The Bodyguard World Tour, vào năm 1993 – 1994. Các chuyến lưu diễn, bộ phim, và doanh thu từ bản thu âm đã đưa cô trở thành nhà hoạt động giải trí nữ có doanh thu cao nhất năm 1993 – 1994, chỉ đứng sau Oprah Winfrey và Barbra Streisand, theo tạp chí Forbes. Houston được xếp trong top 5 "Nhà hoạt động giải trí của năm" được xếp hạng thường niên của tờ Entertainment Weekly và là một trong 100 người quyền lực nhất Hollywood theo tạp chí Premiere.
Tháng 10 năm 1994, Houston góp mặt và trình diễn trong một tiệc chiêu đãi tại Nhà Trắng để chúc mừng tân Tổng thống mới đắc cử của Nam Phi, Nelson Mandela. Vào giai đoạn cuối của chuyến lưu diễn thế giới, Houston đã tổ chức 3 buổi hòa nhạc tại Nam Phi để tôn vinh Tổng thống Mandela, biểu diễn trước hơn 200.000 người. Điều này giúp bà trở thành nghệ sĩ lớn đầu tiên đặt chân đến quốc gia mới thống nhất và thoát khỏi chế độ A-pác-thai này kể từ sau khi Mandela thắng cử. Buổi hòa nhạc được truyền hình trực tiếp trên HBO, với quỹ lợi nhuận được quyên góp cho nhiều tổ chức từ thiện ở Nam Phi. Sự kiện này được đánh giá là "sự kiện truyền thông quy mô nhất của quốc gia kể từ sau lễ nhậm chức của Nelson Mandela".

### 1995 – 1997:Waiting to Exhale,The Preacher's WifevàCinderella
Năm 1995, Houston đóng vai chính cùng với Angela Bassett, Loretta Devine, và Lela Rochon trong bộ phim thứ hai của bà, Waiting to Exhale, với nội dung về bốn người phụ nữ người Mỹ gốc Phi gặp rắc rối trong những mối quan hệ. Houston thủ vai nhân vật chính Savannah Jackson, một nhà sản xuất truyền hình có cảm tình với một người đàn ông đã kết hôn. Bà chọn vai diễn này vì thấy rằng bộ phim là "một bước ngoặt trong việc thể hiện hình ảnh người phụ nữ da màu, vì nó cho thấy họ vừa là những người phụ nữ của công việc, vừa là những bà mẹ chu đáo". Sau khi mở màn ở vị trí quán quân và thu về 67 triệu đô-la Mỹ doanh thu tại Hoa Kỳ và 81 triệu đô-la Mỹ trên toàn cầu, bộ phim đã chứng tỏ rằng một phim chỉ hướng đến đối tượng khán giả da màu có thể làm nên thành công, và mở đường cho những bộ phim về người da màu khác như How Stella Got Her Groove Back và những bộ phim nổi tiếng trong những năm 2000 của Tyler Perry. Bộ phim cũng gây được chú ý khi xây dựng hình ảnh người phụ nữ da màu như những công dân có thu nhập trung bình mạnh mẽ, thay vì những khuôn mẫu trước đó. Các đánh giá hầu hết đều theo chiều hướng tích cực cho đội ngũ diễn viên. The New York Times nhận định: "Cô Houston đã cởi bỏ lớp vỏ đầy kiêu ngạo đầy phòng thủ, điều này khiến cho vai diễn ngôi sao nhạc pop trong 'The Bodyguard' dường như lui về dĩ vãng." Houston được đề cử một Giải NAACP Image Award ở hạng mục "Nữ diễn viên chính xuất sắc trong một bộ phim điện ảnh", nhưng thất bại trước bạn diễn của bà, Bassett.
Album nhạc phim đi kèm, Waiting to Exhale: Original Soundtrack Album, được đồng sản xuất bởi Houston và Babyface. Dù ban đầu Babyface muốn Houston một mình ghi âm toàn bộ album, song bà đã từ chối điều này. Thay vào đó, bà "muốn đây là một album của những người phụ nữ có chất giọng đa dạng", và do đó đã mời một số nữ nghệ sĩ người Mỹ gốc Phi cùng tham gia album nhạc phim, để phù hợp với thông điệp của bộ phim là về những phụ nữ mạnh mẽ. Kết quả là, album có sự xuất hiện của hàng loạt nữ nghệ sĩ thu âm dòng R&B đương đại cùng với Houston, như Mary J. Blige, Brandy, Toni Braxton, Aretha Franklin, và Patti LaBelle. Ca khúc "Exhale (Shoop Shoop)" của Houston đạt ngôi quán quân bảng xếp hạng, và sau đó lập kỷ lục khi trụ vững ở vị trí á quân trong 11 tuần và trải qua 8 tuần quán quân bảng xếp hạng R&B. "Count On Me", một bản song ca với CeCe Winans, leo lên top 10 tại Hoa Kỳ; và sản phẩm thứ ba của Houston, "Why Does It Hurt So Bad", cũng lọt vào top 30. Album ra mắt ở vị trí quán quân bảng xếp hạng, và được chứng nhận 7× Bạch kim tại Mỹ, đánh dấu mốc doanh số nhập hàng đạt 7 triệu bản. Album nhạc phim nhận được những đánh giá mạnh mẽ; như tờ Entertainment Weekly viết: "album "đi xuống" ("go down") một cách dễ dàng, chỉ như những gì bạn chờ đợi từ một cái gói được rập khuôn bằng những bài hát của Whitney Houston... album nhạc phim chờ đợi để bùng nổ, lơ lửng trong sự lưỡng lự khoái lạc" và sau đó xếp hạng album nằm trong top 100 album nhạc phim hay nhất. Cũng trong năm đó, tổ chức từ thiện cho trẻ em của Houston được trao giải VH1 Honor, nhờ tất cả những công việc từ thiện đã thực hiện.
Năm 1996, Houston vào vai chính trong bộ phim hài kịch cho kỳ nghỉ lễ The Preacher's Wife, cùng vời Denzel Washington. Bà đóng vai người vợ hát thánh ca của một mục sư (Courtney B. Vance). Đây là một phiên bản sản xuất lại được nâng cấp từ bộ phim The Bishop's Wife (1948), với diễn viên chính gồm Loretta Young, David Niven và Cary Grant. Houston được trả 10 triệu đô-la Mỹ cho vai diễn, trở thành một trong số những nữ diễn viên được trả lương cao nhất tại Hollywood lúc bấy giờ và là nữ diễn viên người Mỹ gốc Phi được trả lương cao nhất ở Hollywood. Bộ phim, với dàn diễn viên toàn bộ là người Mỹ gốc Phi, đạt được thành công khiêm tốn về mặt thương mại, thu về xấp xỉ 50 triệu đô-la Mỹ tại các phòng vé ở Hoa Kỳ. Bộ phim cũng đem về cho Houston những đánh giá mạnh mẽ nhất lúc bấy giờ. The San Francisco Chronicle nhận xét Houston "đang tự thần thánh hóa chính mình, phô diễn hình ảnh một tài năng được tôn kính, vừa có đức hạnh và sự tán tỉnh", và cô "biểu hiện sự dịu dàng và sự ấm áp đầy hăng hái, đặc biệt khi ca ngợi về Chua bằng giọng hát rực rỡ của mình". Houston tiếp tục được đề cử một giải NAACP Image Award và chiến thắng ở hạng mục Nữ diễn viên chính xuất sắc nhất trong một bộ phim điện ảnh.
Houston đã ghi âm và đồng sản xuất, cùng với Mervyn Warren, album nhạc phim thể loại gospel đi kèm với bộ phim. The Preacher's Wife: Original Soundtrack Album bao gồm sáu ca khúc gospel với sự tham gia của dàn hợp xướng Georgia Mass Choir được ghi âm tại nhà thờ Great Star Rising Baptist Church tại Atlanta. Houston cũng hợp tác với huyền thoại nhạc phúc âm Shirley Caesar. Album bán được 6 triệu bản trên toàn cầu và sản sinh những đĩa đơn thành hit như "I Believe in You and Me" và "Step by Step", trở thành album thuộc thể loại phúc âm bán chạy nhất mọi thời đại. Album nhận được đa phần những đánh giá tích cực. Một số nhà phê bình, như của tạp chí USA Today, đã chú ý đến chiều sâu cảm xúc được thể hiện, trong khi The Times nhận xét, "Việc lắng nghe Houston lên giọng hết sức cùng với 35 con người của dàn hợp xướng Georgia Mass Choir rồi gặp khó khăn để tiếp tục duy trì đã khiến ta nhận ra chất giọng phi thường của cô được sinh ra để làm gì".
Năm 1997, công ty sản xuất của Houston đổi tên thành BrownHouse Productions và có sự tham gia của Debra Martin Chase. Mục tiêu của công ty là "thể hiện những khía cạnh trong đời sống của những người Mỹ gốc Phi vốn chưa từng được công chiếu trên màn ảnh" trong khi vừa cải thiện hình ảnh của người Mỹ gốc Phi trong các bộ phim và trên sóng truyền hình. Dự án đầu tiên của họ là bản làm lại bộ phim Cinderella của Rodgers & Hammerstein để chỉ phát trên truyền hình. Ngoài công việc đồng sản xuất cho bộ phim, Houston cũng đóng vai chính là Bà tiên đỡ đầu, cùng với Brandy, Jason Alexander, Whoopi Goldberg, và Bernadette Peters. Houston lần đầu được mời giữ vai của Cinderella vào năm 1993, nhưng những dự án khác đã không cho phép. Bộ phim được chú ý nhờ dàn diễn viên đa chủng tộc và thông điệp không mang tính khuôn mẫu. Gần 60 triệu khán giả đã theo dõi chương trình đặc biệt này, giúp cho ABC có được lượng xem truyền hình cao nhất trong 16 năm. Bộ phim nhận được 7 đề cử giải Enmy bao gồm Outstanding Variety, Musical or Comedy, while winning Outstanding Art Direction in a Variety, Musical or Comedy Special.
Houston và Chase sau đó có được quyền đối với câu chuyện của Dorothy Dandridge. Houston đã vào vai Dandridge, nữ diễn viên người Mỹ gốc Phi đầu tiên được đề cử giải Oscar cho Nữ diễn viên xuất sắc nhất. Houston muốn câu chuyện được kể với nhân phẩm và danh dự. Tuy nhiên, Halle Berry cũng có quyền đối với dự án và đưa phiên bản của bà đi trước. Cuối năm đó, Houston đã vinh danh những thần tượng của mình, như Aretha Franklin, Diana Ross và Dionne Warwick, bằng cách biểu diễn những bản hit của họ trong HBO Concert Classic Whitney ba đêm: Live from Washington, DC. Quỹ quốc phòng thiếu nhi. Houston đã nhận được giải thưởng Quincy Jones cho những thành tựu sự nghiệp xuất sắc trong lĩnh vực giải trí tại lễ trao giải Soul Train Music lần thứ 12.

### 1998 – 2005:My Love Is Your Love,Just Whitney..., các album tổng hợp và những vấn đề trong đời tư
Sau khi dành thời gian cho các bộ phim điện ảnh và album nhạc phim trong những năm đầu và giữa thập niên, Houston ra mắt album phòng thu đầu tiên trong 8 năm, My Love Is Your Love, vào tháng 11 năm 1998 và nhận được những phản hồi tích cực từ giới phê bình. Mặc dù ban đầu được kì vọng là một album tuyển tập với hàng tá ca khúc mới, nhưng những buổi thu âm thành công đã khiến cho một album phòng thu mới được phát hành. Được thu âm và phối khí chỉ trong 6 tuần, album được sự giúp đỡ từ các nhà sản xuất Rodney Jerkins, Wyclef Jean và Missy Elliott. Album ra mắt tại vị trí thứ 13, và cũng là vị trí cao nhất của album, trên bảng xếp hạng US Billboard 200. Album có những âm thanh vui nhộn và sắc sảo hơn các sản phẩm trước đó và chứng kiến sự chuyển hướng của Houston sang thể loại dance thành thị, hip hop, R&B tiết tấu trung bình, reggae, torch, và những bản ballad. Tất cả đều được thể hiện một cách khéo léo.
Từ cuối năm 1998 đến đầu năm 2000, album đã sản sinh một vài đĩa đơn thành công: "When You Believe" (#15 tại Hoa Kỳ, #4 tại Anh), một bản song ca với Mariah Carey cho nhạc phim của bộ phim Hoàng tử Ai Cập, đã trở thành một hit lớn trên toàn cầu và nằm trong top 10 của một số quốc gia, thắng một giải Oscar cho Ca khúc trong phim xuất sắc nhất; "Heartbreak Hotel" (á quân tại Hoa Kỳ, #25 tại Vương quốc Anh) hợp tác với Faith Evans và Kelly Price, nhận được một đề cử cho video R&B xuất sắc nhất tại giải MTV VMA 1999, và đạt quán quân bảng xếp hạng US R&B trong 8 tuần; "It's Not Right but It's Okay" (#4 tại Mỹ, #3 tại Anh) đem về cho Houston giải Grammy thứ sau trong sự nghiệp khi giành chiến thắng ở hạng mục Trình diễn giọng R&B nữ xuất sắc nhất; "My Love Is Your Love" (#4 tại Hoa Kỳ, á quân Vương quốc Anh) bán ra 3 triệu bản trên toàn cầu; và "I Learned from the Best" (#27 tại Mỹ, #19 tại Anh). Tất cả các đĩa đơn này đều trở thành các hit trên toàn cầu, cũng như đạt quán quân bảng xếp hạng US Billboard Hot Dance/Club Play (trừ "When You Believe"). Album bán ra 4 triệu bản tại Hoa Kỳ, nhận được chứng nhận 4× Bạch Kim, và tiêu thụ được 11 triệu bản trên toàn cầu.
Album đã nhận được nhiều ý kiến mạnh mẽ hơn tất cả các album trước đó của Whitney. Tạp chí Rolling Stone cho rằng Houston đang hát "cùng với một vết thương trong giọng của cô" và tạp chí The Village Voice nhận xét răng: "Giọng của Houston đang rất sắc và đang làm chúng ta thỏa mãn hơn bao giờ hết. Năm 1999, Whitney tham dự chương trình VH-1's Divas Live 99 cùng với Brandy, Mary J.Blige, Tina Turner và Cher. Cũng trong năm này, Whitney tổ chức chuyến lưu diễn dài 70 ngày với tên gọi My Love Is Your Love World Tour. Các buổi diễn tại châu Âu đã giúp My Love Is Your Love World Tour trở thành chuyến lưu diễn ăn khách nhất châu Âu năm 1999.. Trong tháng 11 năm 1999, Houston được ghi danh trong danh sách các nữ nghệ sĩ R&B có doanh số nhiều nhất thiên niên kỉ với 51 triệu album bán lẻ được cấp chứng nhận tại Mĩ. The Bodyguard Sountrack cũng được ghi danh trong danh sách các album nhạc phim bán chạy nhất thiên niên kỉ bởi Hiệp hội Công nghiệp Thu âm Hoa Kỳ RIAA. Đồng thời, Houston cũng được trao giải thưởng Nghệ sĩ của thập kỉ tại lễ trao giải Soul Train Music Award lần thứ 14 và một giải thưởng âm nhạc MTV châu Âu dành cho nghệ sĩ R&B xuất sắc nhất (MTV Europe Music Award for Best R&B).
Whitney: The Greatest Hits là album tổng hợp đầu tiên của Whitney Houston, được phát hành vào tháng 5 năm 2000 trên toàn thế giới. Album bao gồm một đĩa với những bản ballad và một đĩa với các bài hát được remix lại cũng như một số bài hát mới. Màn thể hiện "The Star-Spangled Banner" tại Super Bowl XXV; bài hát vận động cho Thế vận hội mùa hè 1988, "One Moment in Time" và ca khúc "If You Say My Eyes Are Beautiful" - hát với Jermaine Jackson cũng được bao gồm trong album này. Album có bốn ca khúc mới: "Could I Have This Kiss Forever" - song ca cùng Enrique Iglesias, "If I Told You That" - song ca cùng George Michael, "Same Script, Different Cast" - hát cùng Deborah Cox và "Fine". Tất cả các ca khúc này đều được phát hành thành các đĩa đơn. Album cũng đi kèm 1 DVD bao gồm các video âm nhạc của bà trong quá khứ, cũng như những màn biểu diễn trực tiếp và phỏng vấn. Cả hai đĩa của album đạt ví trí thứ 5 trên bảng xếp hạng US Billboard 200 và thứ 1 trên bảng xếp hạng của Vương quốc Anh.. Album cũng nằm trong top 10 tại các quốc gia khác. Hiệp hội công nghiệp ghi âm Mỹ (RIAA) đã chứng nhận 3 đĩa Bạch kim cho album vào ngày 12 tháng 11 năm 2002, công nhận 1,5 triệu album đã được bán tại Mỹ. Tính đến nay, album đã bán được 10 triệu bản trên toàn thế giới. Album tuy có doanh số cao nhưng cũng nhận được những ý kiến trái chiều từ các nhà phê bình. Nhiều ý kiến phàn nàn về các bản remix ở đĩa thứ hai, thay vì bản gốc của chúng. Tại Mỹ, bản sao được bán tại các cửa hàng Circuit City bao gồm 1/3 đĩa có chứa các bản hòa âm club mới. Album đạt vị trí trong top 10 tại bảng xếp hạng của các nước châu Âu, Mĩ, Canada, Úc và New Zealand. Album được chứng nhận 3 lần bạch kim bởi IFPI trong năm 2000 với doanh số 3 triệu bản tại châu Âu. Whitney: The Unreleased Mixes là một phiên bản giới hạn bốn bản thu âm vinyl, có đầy đủ tám bản club được lựa chọn được tìm thấy trên phát hành ở Mỹ. Năm 2006, nó được phát hành kỹ thật số và lại mang tên Dance Vault Mixes: Whitney Houston – The Unreleased Mixes (Collector's Edition). Trong tháng 1 năm 2011, album đã được tái phát hành ở Vương quốc Anh với danh sách bài hát giống như ở Mỹ, nhưng nó được đổi tên thành The Essential Whitney Houston. Ngoài việc thay đổi tiêu đề, việc phát hành lại cũng thay đổi ảnh bìa album. Ảnh bìa mới của album được sản xuất bởi David LaChapelle.
Sau khi phát hành Whitney: The Greatest Hits, vào tháng 8 năm 2001, Whitney ký hợp đồng 100 triệu đô la Mĩ với Arista - hợp đồng có giá trị lớn nhất trong lịch sử ngành công nghiệp thu âm lúc bấy giờ, cho 6 album mới. Từ thời gian này, Whitney bị dính vào những vấn đề cá nhân liên quan đến ma túy, đến tình hình sức khỏe. Bà bị các fan hâm mộ lẫn giới truyền thông đặt ra nhiều nghi ngại. Dù vậy, Whitney vẫn phát hành album tổng hợp thứ hai của mình - Love, Whitney vào năm 2001 ở châu Âu và vào năm 2002 tại Mĩ. Album là phiên bản tiếp nối của Whitney: The Greatest Hits. Đây là một bộ sưu tập những bản ballad đã trở thành thương hiệu của bà, trong đó có 9 ca khúc nằm trong top 20 hits. Theo trang Allmusic, album này "không thực sự là album tuyển tập những ca khúc hit" nhưng "nó là một album tuyển tập những bản tình ca vĩ đại của Whitney" và "dành cho hầu hết những người hâm mộ của cô.. Tai Anh, album đã bán được 42000 bản. Album nhận được những đánh giá trung bình và trên mức trung bình từ các trang đánh giá uy tín như Allmusic, Rolling Stone.
Tháng 12 năm 2002 Whitney Houston phát hành album phòng thu thứ năm, Just Whitney.... Album có sự hợp tác với chồng bà lúc bấy giờ, Bobby Brown cũng như một số ca sĩ khác như Missy Elliott và Babyface. Album đạt vị trí #9 trên bảng xếp hạng Billboard Hot 200 và trở thành album có doanh số cao nhất trong tuần đầu tiên phát hành trong sự nghiệp của Whitney.. Lượng bán ra của album trong tuần đầu là 205.147 bản, phá kỉ lục của Waiting to Exhale: Original Soundtrack Album (177284 bản trong tuần đầu). Các đĩa đơn được phát hành từ album là "Whatchulookinat", "One of Those Days", "Try It on My Own", "Love That Man" tuy trở thành các hit trong bảng xếp hạng Top R&B/Hip-hop Albums và đạt vị trí thứ 10 trong bảng xếp hạng Billboard Adult Contemporary nhưng đều không thể lọt nổi vào tốp 40 của bảng xếp hạng Billboard Hot 100. Mặc dù được cấp giấy chứng nhận album bạch kim ở Mĩ, chứng nhận vàng ở Pháp và quốc gia khác, doanh số bán ra trên toàn cầu là 5 triệu bản nhưng Just Whitney... vẫn là album phòng thu bán chậm nhất trong sự nghiệp của Whitney. Chỉ sau hai năm từ album Whitney: The Greatest Hits nhưng Just Whitney... đã "lọt" ra ngoài bảng xếp hạng 75 album của Anh quốc (#76). Whitney Houston chỉ phát hành một đĩa đơn duy nhất tại Anh là "Whatchulookinat" đạt vị trí #13 và chỉ có 2 tuần nằm trong tốp 40. Album nhận được nhiều ý kiến trái chiều từ giới chuyên môn. Trang AllMusic đánh giá album ở mức trên trung bình, trong khi trang tờ Rolling Stone lại đánh giá album dưới mức trung bình.. Album nhận được số điểm đánh giá là 53/100 từ Metacritic.
One Wish: The Holiday Album là album Giáng sinh duy nhất của Whitney Houston, phát hành năm 2003. Album phát hành một đĩa đơn "One Wish (for Christmas)", lọt vào top 20 trên bảng xếp hạng Billboard Adult Contemporary của Mỹ. Album đã trải qua sáu tuần trên bảng xếp hạng Billboard 200 và bán được 546.000 bản tính cho đến nay. Album cũng có một bản song ca với cô con gái Bobbi Kristina Houston là "The Little Drummer Boy". Album này cũng sử dụng lại 2 bài hát "Joy to the World" và "Who Would Imagine a King" từ album nhạc phim của bộ phim The Preacher's Wife phát hành năm năm 1996.

### 2006 – 2012: Trở lại với âm nhạc,I Look to You, các chuyến lưu diễn và điện ảnh
Vào tháng 3 năm 2007, Clive Davis của hãng Arista Records thông báo rằng Whitney đang bắt đầu thu âm một album mới. Album tổng hợp thứ ba của bà, The Ultimate Collection, phát hành cùng năm đó và chỉ riêng ở khu vực ngoài nước Mĩ.

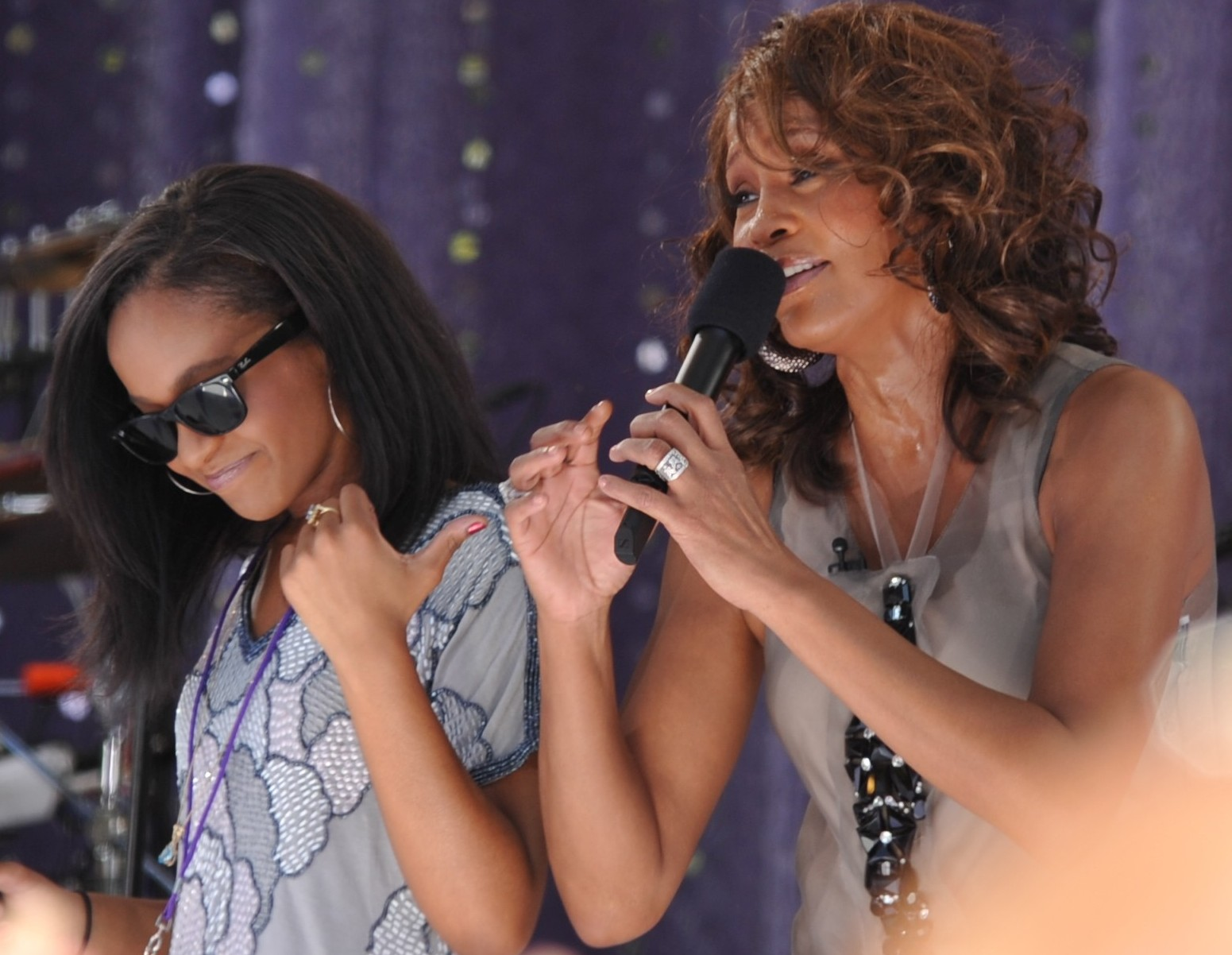
Houston biểu diễn "My Love Is Your Love" cùng với con gái Bobbi Kristina Brown trong chương trình Good Morning America vào ngày 1 tháng 9 năm 2009

Vào tháng 9 năm 2009, Houston có cuộc phỏng vấn đầu tiên trong vòng bảy năm, xuất hiện trong tập mở đầu mùa của chương trình The Oprah Winfrey's Show. Buổi phỏng vấn được đánh giá là "buổi phỏng vấn âm nhạc được chờ đợi nhất của thập kỉ". Trong chương trình, Whitney thú nhận đã sử dụng thuốc và các loại chất kích thích cùng với chồng cũ là Bobby Brown. Bà kể với Oprah rằng trước bộ phim The Bodyguard tình hình sử dụng thuốc phiện của bà không có vấn đề gì, nhưng sau thành công của bộ phim và việc bà hạ sinh con gái, việc này trở nên ngày một trầm trọng hơn, và theo lời bà thì vào năm 1996, "[sử dụng thuốc] là một điều diễn ra hằng ngày... Tôi đã không vui vẻ vào thời điểm đó. Tôi đã đánh mất chính mình."
Tháng 8 năm 2009, Houston phát hành album phòng thu thứ bảy mang tên I Look to You. Hai đĩa đơn đầu tiên từ album là bài hát chủ đề "I Look to You" và "Million Dollar Bill". Album xuất hiện trên bảng xếp hạng US Billboard 200 ở vị trí quán quân, với doanh số tuần mở đầu tốt nhất từ trước đến giờ (305.000 bản), trở thành album quán quân đầu tiên của Houston kể từ sau The Bodyguard, và cũng là album phòng thu đầu tiên của bà đạt ngôi quán quân kể từ album Whitney (1987). Houston cũng xuất hiện trên các chương trình truyền hình ở châu Âu để quảng bá cho album. Bà đã trình diễn "I Look to You" trên chương trình truyền hình Đức Wetten, dass..? và "Million Dollar Bill" trên kênh truyền hình Pháp Le Grand Journal. Ngoài ra, bà cũng nhận vai trò là người cố vấn khách mời trong chương trình The X Factor phiên bản Anh. Bà tiếp tục trình diễn "Million Dollar Bill" vào đêm công bố kết quả của chương trình. Truyền thông Anh đánh giá màn trình diễn này của bà là "kì lạ" và "khiếm nhã".
Bất chấp những chỉ trích, "Million Dollar Bill" cũng đã nhảy từ vị trí 14 lên vị trí thứ 5 trong bảng xếp hạng UK Singles Chart, và album I Look to You phát hành sau đó đã được chứng nhận vàng. Sau đó, Houston tiếp tục trình diễn "Million Dollar Bill" tại The X Factor phiên bản Italy, và nhận được những đánh giá tích cực. Bà tiếp tục nhận được chứng nhận vàng ở Italy sau khi album I Look to You bán được 50.000 bản. Trong tháng 11 năm 2009, bà trình diễn "I Didn't Know My Own Strength" tại lễ trao giải thưởng Âm nhạc Mĩ tổ chức tại Los Angeles, California, Hoa Kỳ. Và vào tháng 12 năm 2009, album I Look to You của bà đã được chứng nhận bạch kim bởi RIAA với doanh thu đạt một triệu bản tại Mĩ. Ngày 26 tháng 1 năm 2010, bà phát hành lại album Whitney Houston với tên gọi mới là Whitney Houston - The Deluxe Anniversary Edition.

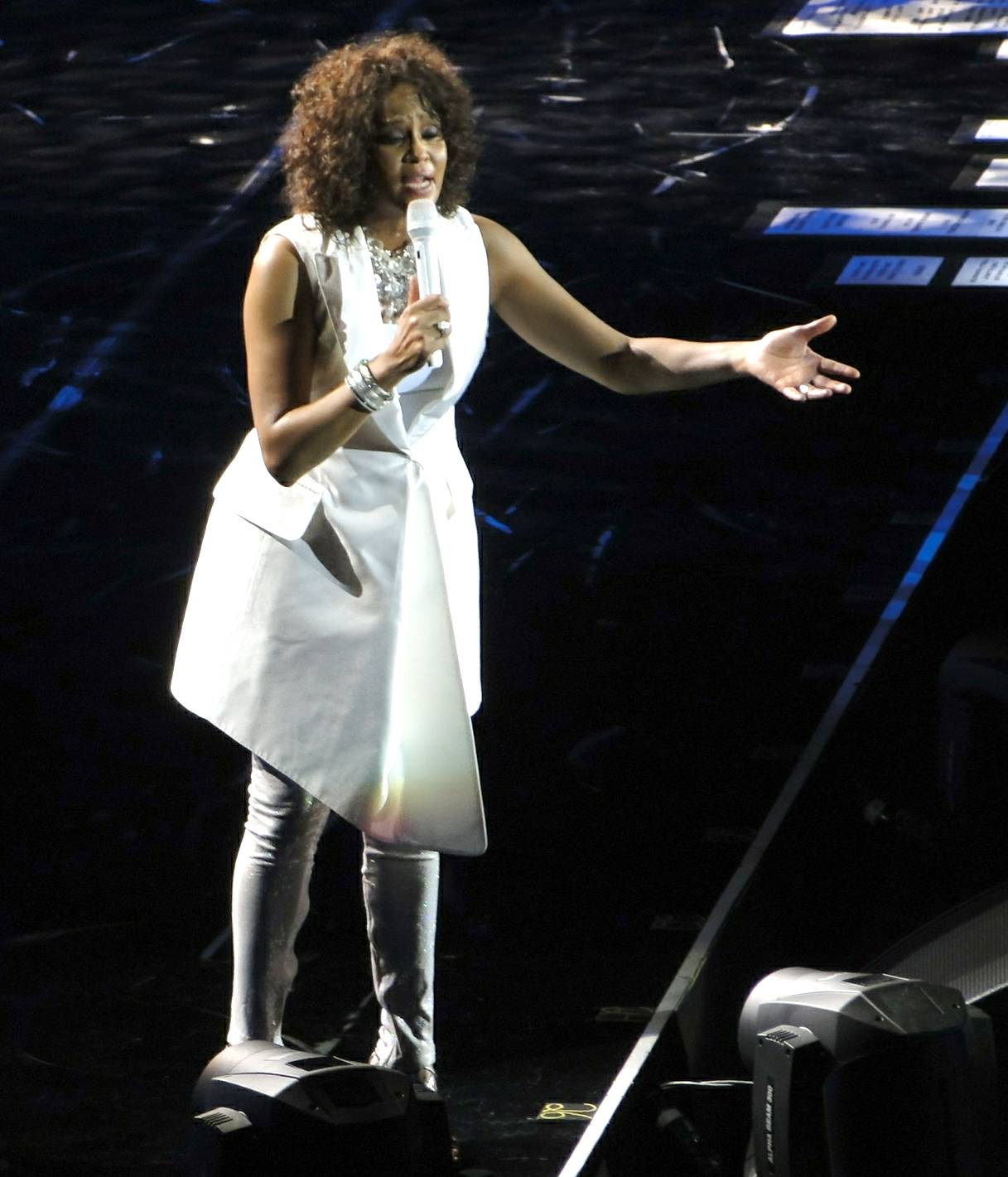
Whitney Houston biểu diễn tại nhà thi đấu O2 vào ngày 28 tháng 4 năm 2010 trong khuôn khổ chuyến lưu diễn Nothing but Love World Tour.

Houston sau đó khởi động một chuyến lưu diễn toàn cầu có tựa đề Nothing but Love World Tour. Đây là chuyến lưu diễn đầu tiên của bà sau hơn 10 năm và được thông báo sẽ là một sự trở lại thành công. Tuy nhiên, một số đánh giá tiêu cực và việc các buổi lưu diễn bị dời ngày đã thu hút sự chú ý của truyền thông theo hướng tiêu cực. Houston đã hủy bỏ một số buổi diễn do sức khỏe kém và nhận được những đánh giá tiêu cực từ những người hâm mộ thất vọng về chất lượng giọng hát và biểu diễn của bà. Người ta cho biết một số người hâm mộ đã ra khỏi buổi diễn của bà trước khi nó kết thúc.
Trong tháng 1 năm 2010, Whitney được đề cử 2 giải NAACP Image Awards ở hạng mục Nữ nghệ sĩ xuất sắc nhất và Video ca nhạc xuất sắc nhất. Bà chiến thắng tại hạng mục Video ca nhạc xuất sắc nhất với video "I Look to You". Ngày 16 tháng 1 năm 2010, bà nhận giải The BET Honor Award for Entertainer cho những thành tựu mà bà đạt được trong suốt sự nghiệp 25 năm âm nhạc của mình. Giải thưởng này được tổ chức vào ngày 1 tháng 2 năm 2010, tại Warner Theatre, Washington D.C, Hoa Kỳ. Jennifer Hudson và Kim Burrell trình diễn để tri ân bà và đã nhận được những đánh giá tốt. Vào tháng 4 năm 2010, tờ báo The Mirror của Anh viết rằng Houston đang nghĩ đến việc thu âm album phòng thu thứ bảy của mình và muốn hợp tác với will.i.am, lần đầu tiên bà lựa chọn một sự hợp tác.
Houston cũng trình diễn ca khúc "I Look to You" trên sân khấu "BET Celebration of Gospel" tổ chức tại Staples Center, Los Angeles cùng với Kim Burrell vào ngày 30 tháng 1 năm 2011. Đầu năm 2011, bà cũng bất ngờ trình diễn một ca khúc để tri ân chị họ cô, Dionne Warwick tại bữa tiệc tiền giải Grammy được tổ chức hằng năm của Clive Davis.
Tháng 9 năm 2011, tờ The Hollywood Reporter đưa tin rằng Houston sẽ cùng tham gia tái sản xuất bộ phim Sparkle (1976) với ngôi sao Jordin Sparks và Mike Epps. Bà cũng đồng thời là người điều hành sản xuất cho bộ phim. Debra Martin Chase, nhà sản xuất của Sparkle, cho rằng Whitney xứng đáng với vai trò này vì bà đã nhận bản quyền phim từ năm 2001. Ca sĩ R&B Aaliyah, ban đầu được chọn làm ngôi sao trong Sparkle, đã qua đời vào năm 2001 trong một tai nạn máy bay. Cái chết của bà đã làm trì hoãn việc sản xuất, đáng lẽ phải được bắt đầu từ 2002.. Bộ phim được thu hình vào mùa thu năm 2011, trong khoảng thời gian 2 tháng, và được phát hành bởi hãng phim TriStar Pictures. Vào ngày 21 tháng 5 năm 2012, "Sparkle", ca khúc cuối cùng của Houston, thu âm cùng Sparks, ra mắt trên trang RyanSeacrest.com. Ca khúc này có sẵn để tải về trên iTunes vào ngày 5 tháng 6.. Ca khúc cũng nằm trong Sparkle: Music from the Motion Picture, được phát hành thành đĩa đơn chính thức đầu tiên.. Bộ phim ra mắt ngày 17 tháng 8 năm 2012 tại Mĩ. Video ca nhạc của ca khúc "Sparkle" được thu hình ngày 30 tháng 5 năm 2012.. Một đoạn ngắn của video ra mắt trên Entertainment Tonight vào ngày 4 tháng 6 năm 2012.

## Cái chết
Ngày 9 tháng 2 năm 2012, Houston đã ghé thăm ca sĩ Brandy Norwood và Monica, cùng với Clive Davis, tại buổi diễn tập cho lễ trao giải Grammy.
Ngày 11.2.2012, Whitney Houston được phát hiện đã chết trong bồn tắm tại khách sạn Beverly Hilton ở Beverly Hills, bang California. Nhân viên y tế của Beverly Hills đã đến vào khoảng 15h30 và phát hiện ra ca sĩ bất động nên đã thực hiện các biện pháp sơ cứu. Houston được tuyên bố là đã từ trần vào 15h55. Cảnh sát địa phương cho biết không có dấu hiệu của một vụ ám sát.

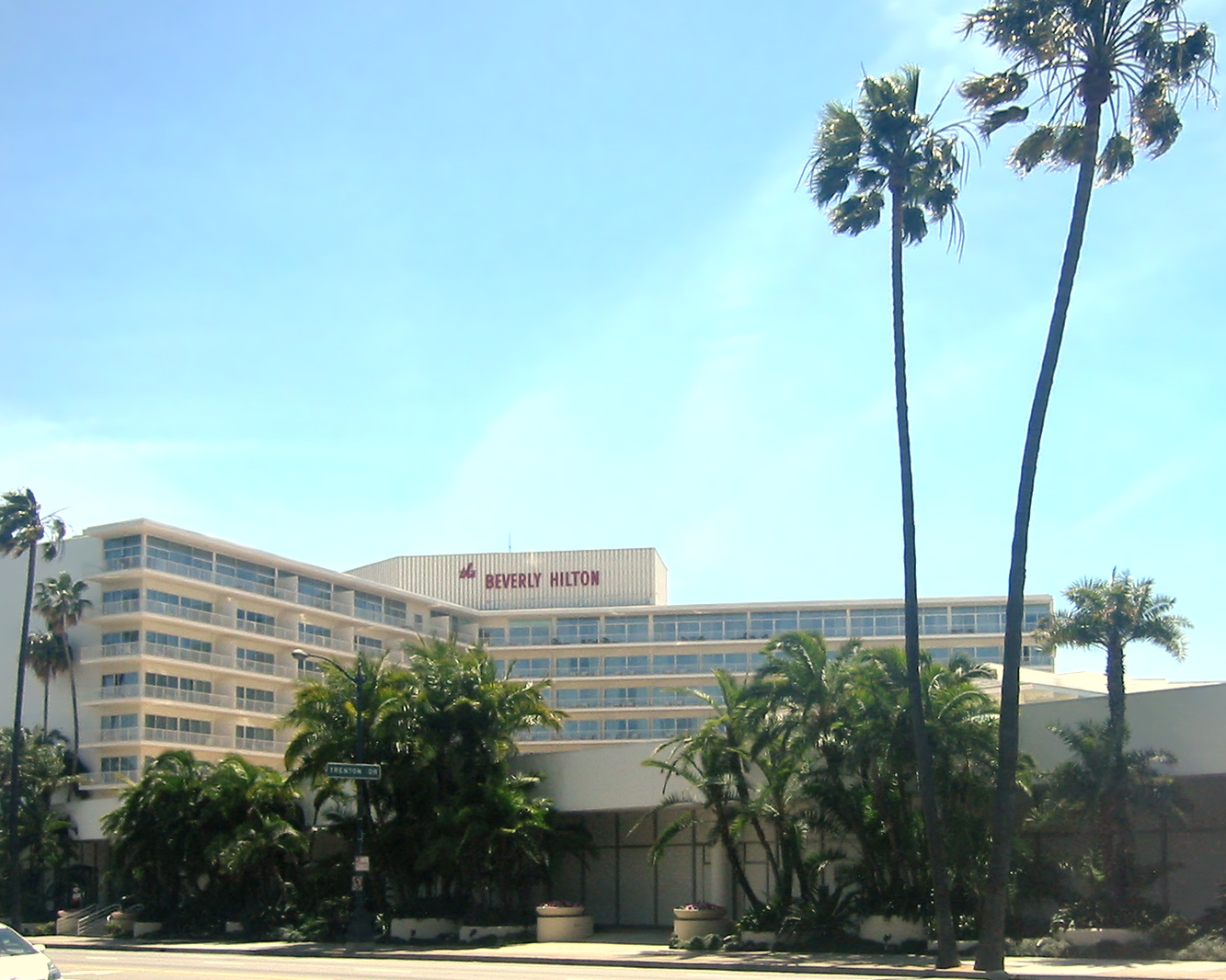
Khách sạn Beverly Hilton, nơi Whitney Houston qua đời

Cái chết đột ngột của Houston đã gây chấn động toàn thế giới. Hàng loạt các kênh truyền hình của Mỹ như CNN, ABC, NBC,... đều ngừng tất cả các chương trình đang phát sóng để đưa tin về sự ra đi của bà. Một tiếng sau khi cái chết của Houston được công bố, chỉ tính trên Twitter, đã có khoảng 2,5 triệu thông điệp gửi về bà. Doanh số bán các bản thu âm của Houston trên toàn thế giới tăng đột biến. Ca khúc "I Will Always Love You" – đã trở thành ca khúc bán chạy nhất trên iTunes trong buổi tối 11.2.2012, và giữ vững vị trí số một hơn một tuần tiếp đó. Cũng theo thống kê của iTunes ngày 13.2.2012, trong Top 200, các ca khúc của Houston đã chiếm lĩnh 42 vị trí trong bảng này. Bà đã trở thành nghệ sỹ nữ đầu tiên có 3 album cùng lúc lọt vào top 10 Billboard 200: album "Whitney: The Greatest Hits" (#2), "soundtrack The Bodyguard" (#6) và "Whitney Houston" (#9). Bên cạnh đó, một số album khác của Houston như "I Look To You", "My Love Is Your Love", "I'm Your Baby Tonight" cũng lần lượt đứng ở #16, #30 và #39 trên bảng xếp hạng này.

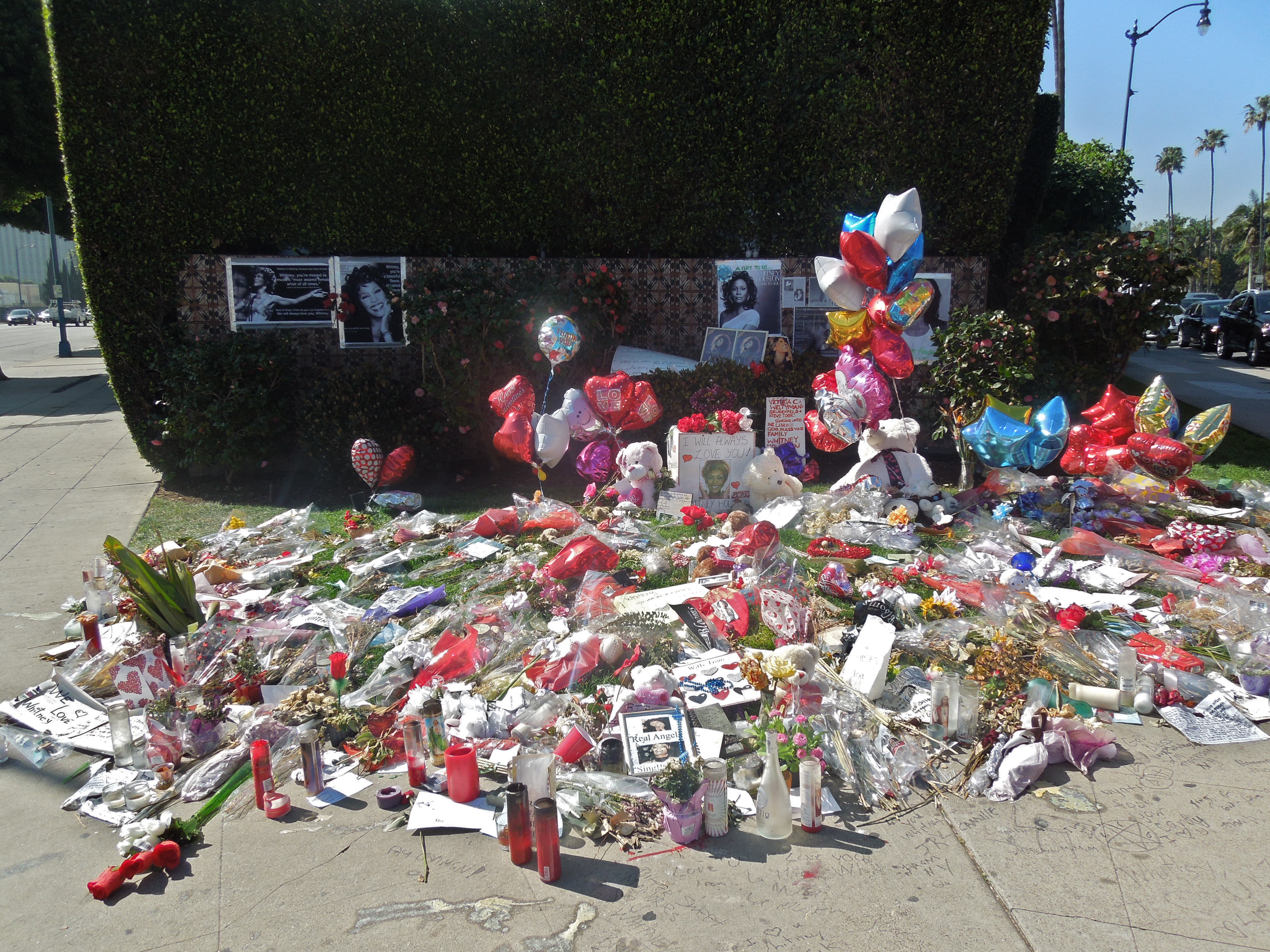
Người hâm mộ tưởng nhớ Houston bên cạnh khách sạn Beverly Hilton

Ngày 18.2.2012, toàn bang New Jersey, Mỹ đã treo cờ rủ để tưởng nhớ đến Houston.
Ngày 23.3.2012, phát ngôn viên của văn phòng điều tra hạt Los Angeles (Mỹ) đã công bố nguyên nhân dẫn đến cái chết của Houston là do tác động của việc sử dụng cocaine và ảnh hưởng của bệnh tim. "Kết quả khám nghiệm tử thi cho thấy nguyên nhân gây ra cái chết là do chết đuối, ảnh hưởng từ chứng xơ vữa động mạch và việc sử dụng cocaine" - Craig Harvey, phát ngôn viên của văn phòng điều tra hạt Los Angeles, cho biết. Phát ngôn viên này cho biết thêm các xét nghiệm độc tố cũng cho thấy trước khi chết, Houston đã sử dụng cần sa, thuốc chống lo âu, giãn cơ bắp và thuốc kháng histamin. Những loại thuốc này không được tìm thấy tại hiện trường nhưng đã góp phần dẫn đến cái chết của bà. Văn phòng điều tra cũng cho rằng đây chỉ là một tai nạn và không có chấn thương hay âm mưu giết người nào.
Whitney Houston đã trở thành từ khóa được tìm kiếm nhiều nhất thế giới trên Google trong năm 2012.

### Tang lễ
Đám tang của Whitney Houston chiều ngày 18.2.2012 diễn ra tại quê nhà New Jersey của bà và kéo dài trong suốt 3,5 giờ đồng hồ. Sự kiện này đã được các phương tiện truyền thông phát sóng trực tiếp trên toàn thế giới. Có mặt trong lễ tang của Houston ngoài người thân và bạn bè còn có rất nhiều người nổi tiếng như: Oprah Winfrey, Mariah Carey, Kevin Costner, Jennifer Hudson, R. Kelly...
Diễn viên Kevin Costner, người đã diễn cùng Houston trong bộ phim nổi tiếng "The Bodyguard" đã đến dự tang lễ và nhắc lại những kỷ niệm đáng nhớ khi diễn chung với bà cách nay hơn 20 năm. "Rất nhiều diễn viên có thể đảm nhiệm vai diễn của tôi nhưng Whitney, tôi tin rằng chỉ có cô mới có thể vào vai Rachel Marron. Whitney mà tôi biết, mặc dù đã nổi tiếng toàn cầu nhưng vẫn luôn hoài nghi. Cô ấy luôn hỏi: Tôi có đủ đẹp không? Tôi có đủ tuyệt không? khán giả sẽ thích tôi chứ? Mọi người không chỉ thích cô đâu, Whitney, họ rất yêu cô", Kevin nói.
Nhiều ca sĩ nổi tiếng cũng đã tới hát để chia tay Houston. Tang lễ của Houston không chỉ có nỗi buồn, nước mắt mà còn ngập tràn âm nhạc.  Trước khi biểu diễn ca khúc "Send Me An Angel", ca sĩ Alicia Keys đã nói lời cảm ơn đến Houston, người mà bà cho là hình mẫu của rất nhiều người. "Cô ấy khiến cho rất nhiều nghệ sĩ trẻ cảm thấy mạnh mẽ hơn". Còn Stevie thì chọn "Ribbon in the Sky", một trong những bài hát Houston thích nhất. Ở những phút cuối cùng, khi chiếc quan tài mang thi thể của Houston được chuyển ra khỏi nhà thờ Báp-tít New Hope, những giai điệu quen thuộc của ca khúc "I Will Always Love You" vang lên đã khiến nhiều người rơi nước mắt. Không ai khác, mà chính tiếng hát của Houston được lựa chọn để tiễn đưa bà về nơi an nghỉ cuối cùng.
Bên ngoài nhà thờ, nơi diễn ra tang lễ của Houston, an ninh được thắt chặt. Hình ảnh của bà xuất hiện khắp nơi cùng với hoa, nến của người hâm mộ. Âm nhạc của Houston đã được vang lên khắp nơi. Chỉ những khách mời mới được dự lễ tang nên toàn bộ các con phố gần nơi diễn ra tang lễ đều bị phong tỏa. Thi thể của Houston được chôn cất vào ngày 19.2.2012 tại Westfield, New Jersey, bên cạnh mộ của cha bà, John Houston.

### Tưởng nhớ

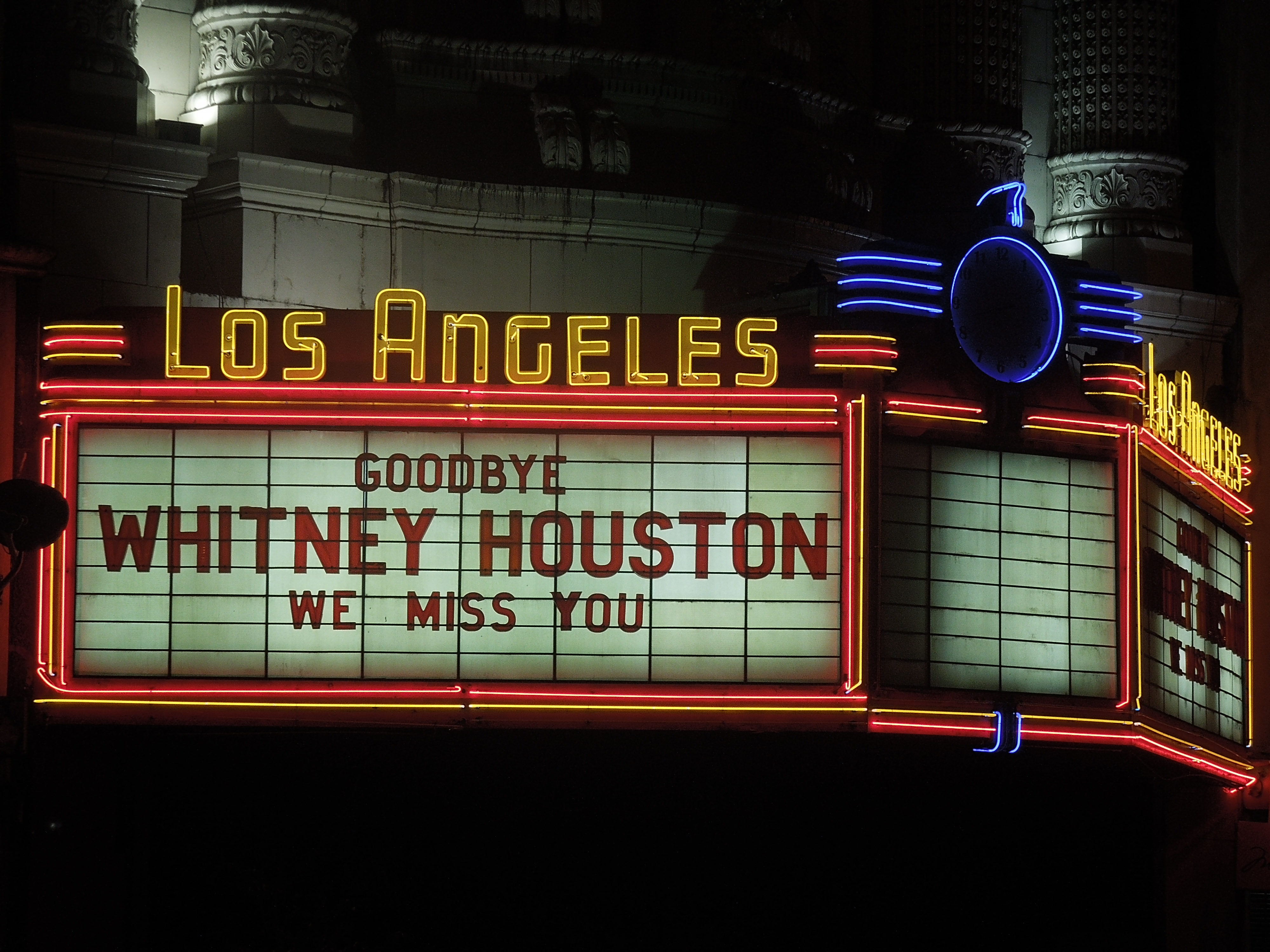
Thông điệp chia buồn về cái chết của Houston được gửi đi khắp nơi.

Ngày 11.2.2012, bữa tiệc tiền Grammy của Clive Davis với nhiều tên tuổi tầm cỡ trong làng giải trí mà Houston dự định sẽ tham dự vẫn tiến hành theo kế hoạch, nhưng đã chuyển thành một buổi tiệc tưởng nhớ Houston. Ông Davis phát biểu trong bữa tiệc: "Tất cả các bạn đều đã biết tin Whitney đã ra đi. Tôi không phải che đậy cảm xúc của mình đối với những người bạn thân thiết như các bạn. Tôi thực sự rất suy sụp trước mất mát về một con người xinh đẹp và tài năng vượt bậc. Cô công hiến cho sân khấu này với vẻ ngoài quý phái và những buổi biểu diễn đáng nhớ trong nhiều năm liền. Đơn giản, Whitney muốn âm nhạc sẽ tiếp diễn và gia đình của cô muốn chúng ta tiếp tục".
Tony Bennett đã đề cập tới việc Houston ra đi trước khi trình diễn tại bữa tiệc của Davis: "Trước tiên là Michael Jackson, sau đó là Amy Winehouse, và bây giờ là ca sĩ vĩ đại Whitney Houston. Tôi muốn mọi người ở đây vận động cho việc hợp thức hóa sử dụng thuốc phiện. Giống như là người Amsterdam đã làm. Không ai phải ẩn núp hay lén lút ở góc đường để mua thuốc. Người ta có thể tới gặp bác sĩ và mua". Đây là trích dẫn nguyên văn lời nói của Tony Bennet và diễn tả chân thực quan điểm của ông. Việc sử dụng nó không phải hàm ý rằng những hiểu biết của Tony về luật Hà Lan là chính xác. Bennet cũng đã phải vật lộn với cơn nghiện suốt những năm 70. Ông trình diễn bài hát "How do you keep the music playing" để tưởng nhớ Houston và cuộc chiến đấu với thuốc phiện dai dẳng của bà. "Đây là bài hát Frank Sinatra yêu cầu. Tôi muốn tặng nó cho Whitney. Lần đầu tiên gặp cô ấy, tôi đã gọi điện cho Clive Davis và nói rằng: "Anh đã tìm được giọng ca tuyệt vời nhất mà tôi từng biết".
Cái chết bất ngờ của Houston là cú sốc lớn cho bạn bè, đồng nghiệp và người hâm mộ bà. Những dòng tiếc thương Houston tràn ngập trên các trang xã hội:
"Nữ hoàng nhạc Soul" Aretha Franklin: Tôi không biết nói gì vào lúc này. Tôi không thể tin vào những gì thấy được trên màn hình tivi. Trái tim tôi chỉ muốn bay đến chỗ Cissy (mẹ của Houston), gia đình và Bobbi (con gái của Houston).
Piers Morgan (chủ trò của đài CNN): Choáng váng trước cái chết của Whitney Houston ở tuổi 48 - một trong những giọng hát tuyệt vời nhất mà tôi từng nghe. Mong cô ra đi thanh thản.
Smokey Robinson: Tôi đã biết Whitney kể từ khi cô còn là một đứa bé và tôi rất quý cô ấy. Cô ấy giống như gia đình tôi. Tôi sẽ mãi nhớ về cô ấy.
Mariah Carey: Tim đau và nước mắt rơi trước cái chết bất ngờ của một người bạn của tôi, Whitney Houston... Xin gửi lời chia buồn chân thành của tôi đến gia đình của Whitney và cho hàng triệu người hâm mộ cô trên toàn thế giới. Cô ấy sẽ mãi được nhớ đến như là một trong những giọng hát tuyệt vời nhất thế giới.
Justin Bieber: Tôi chỉ vừa nghe tin này. Thật quá sốc. Một trong những giọng hát tuyệt vời nhất đã qua đời. Mong Whitney Houston được an nghỉ. Xin gửi lời chia buồn đến bạn bè và gia đình cô.
La Toya Jackson: Tôi không thể tin được sự thật là Whitney Houston đã chết! Trái tim tôi xin được ở cạnh mẹ, con gái và những người thân yêu của Whitney.
Katy Perry: Thật đau đớn. Chúng tôi sẽ luôn luôn yêu cô, Whitney. Mong cô ra đi thanh thản.
Christina Aguilera: Chúng ta đã mất một huyền thoại âm nhạc. Xin gửi tình yêu và lời cầu nguyện của tôi đến gia đình Whitney. Mong cô an nghỉ.
Rihanna: Không có từ nào để diễn tả được... chỉ có những giọt nước mắt thân gửi Whitney!
Tony Bennett: "Thật sự là một bi kịch. Whitney Houston là ca sĩ vĩ đại nhất mà tôi từng biết".
Toni Braxton: "Whitney Houston đã mở đường cho tất cả các ca sĩ trong ngành công nghiệp âm nhạc. Cô ấy là một biểu tượng, một huyền thoại, một sự đổi mới, khiêm tốn, tuyệt vời,... là người tốt nhất trên thế giới".
Lễ trao giải Grammy lần thứ 54 diễn ra tối 12.2.2012 (giờ địa phương) tại Trung tâm nghệ thuật Stables ở Los Angeles, Mỹ. Ở phần đầu chương trình, hàng nghìn nghệ sĩ và người hâm mộ không khỏi xúc động khi xem lại những hình ảnh của Houston tại lễ trao giải Grammy năm 1994, khi bà biểu diễn bản tình ca bất hủ I Will Always Love You. Năm đó, Houston đã giành hai máy quay đĩa vàng với bản hit này. Mọi người trong khán phòng đứng dậy vỗ tay để tưởng nhớ Houston. Nữ ca sĩ Jennifer Hudson đã được trao cho vinh dự thể hiện lại ca khúc "I Will Always Love You" vào cuối chương trình. Cái chết của Houston đã giúp Grammy đạt kỉ lục về lượt xem, với hơn 42 triệu lượt.
Đêm nhạc "Chúng tôi sẽ mãi yêu cô: Một lời chào từ Grammy tới Whitney Houston", diễn ra vào ngày 11.10.2012. Các ngôi sao như Halle Berry, Britney Spears, Jennifer Hudson, Usher đã tới tham dự, chia sẻ nhiều kỉ niệm và bày tỏ lòng thành kính của họ với Houston.

## Phong cách nghệ thuật

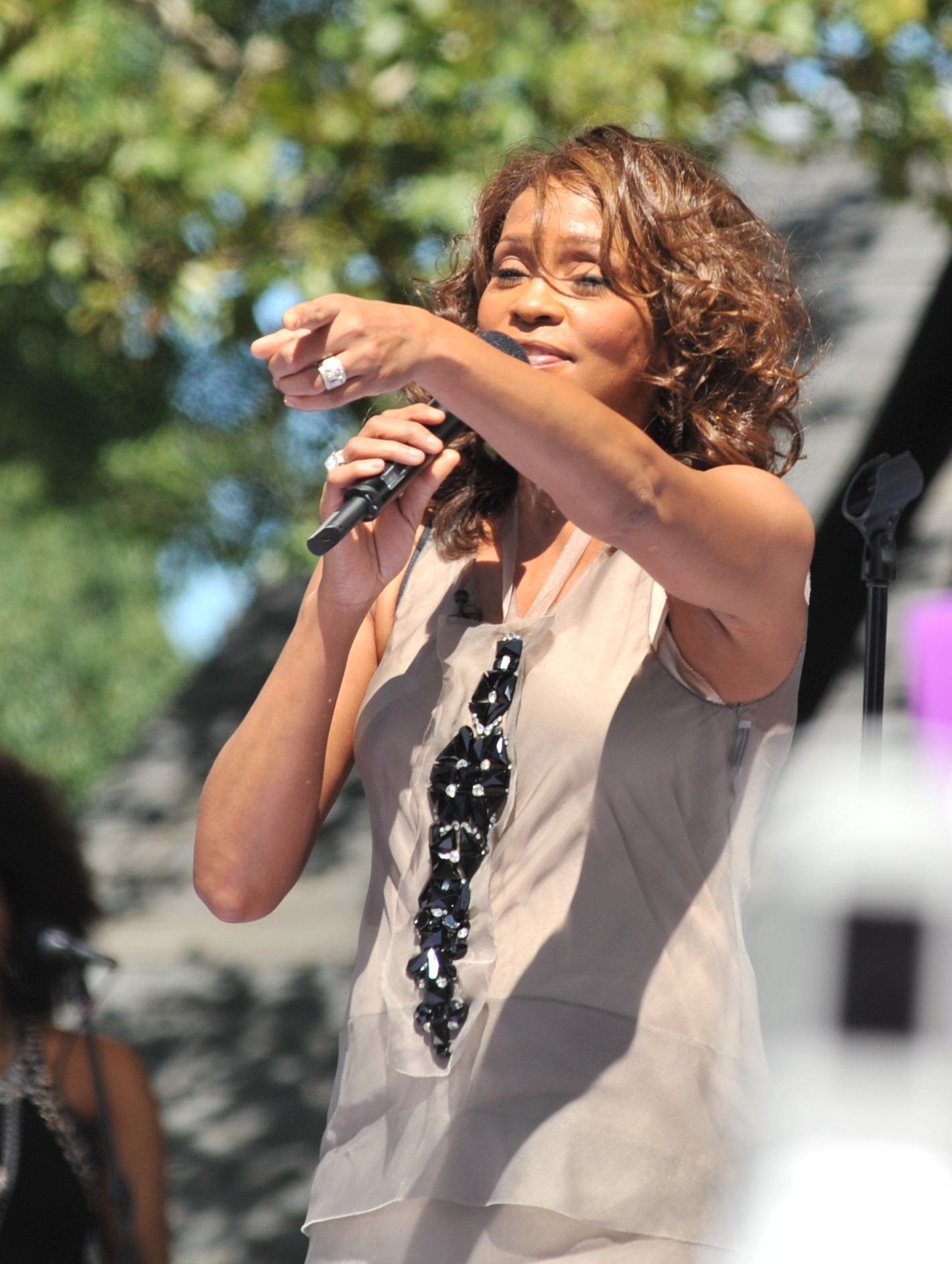
Nổi tiếng với năng lực ca hát hàng đầu thế giới, Houston được vinh danh là "Định nghĩa của tiếng hát"

Houston sở hữu một giọng nữ cao, thuộc loại giọng spinto soprano (nữ cao trữ tình) và được biết đến với danh hiệu "The Voice" nhờ giọng hát và tài năng xuất chúng của bà. Jon Pareles của The New York Times nhận định rằng bà "luôn có một chất giọng rất lớn, với kỹ thuật kỳ diệu từ quãng trầm mượt mà đến quãng trung đanh thép cho đến quãng cao sáng, nhẹ nhàng hoặc kịch tính". Năm 2008, Rolling Stone xếp Houston trong danh sách 100 ca sĩ vĩ đại nhất mọi thời đại, với lời nhận xét "Chất giọng của cô ấy là một tiếng hét khổng lồ và sáng rực: Hầu như không một giọng ca nào có thể mở đầu một bài hát với 45 giây hát mà không cần hỗ trợ của các nhạc cụ, nhưng phiên bản hát lại đầy mạnh mẽ ca khúc 'I Will Always Love You' (Dolly Parton) của cô là một màn trình diễn ấn tượng đầy kỹ thuật." Matthew Perpetua từ Rolling Stone cũng tán dương giọng hát của Houston và dẫn chứng 10 màn trình diễn, trong đó có "How Will I Know" tại lễ trao giải MTV VMA năm 1986 và "The Star Spangled Banner" tại Super Bowl 1991. "Whitney Houston được ban tặng một quãng giọng đáng kinh ngạc và kỹ thuật thanh nhạc phi thường, nhưng điều thật sự khiến cô trở thành một ca sĩ vĩ đại chính là khả năng kết nối với một ca khúc và biến tấu sự kịch tính và cảm xúc của nó với độ chính xác đến khó tin", ông đánh giá. "Cô ấy là một người biểu diễn tài năng, và những buổi diễn trực tiếp của cô thường làm lu mờ đi những bản thu âm gốc."
Elysa Gardner của Los Angeles Times trong bài đánh giá album The Preacher's Wife Soundtrack đã khen ngợi khả năng giọng hát của Houston, bình luận rằng, "Cô ấy là diva pop đầu tiên và hàng đầu – vào thời điểm đó, là nghệ sĩ tốt nhất mà chúng ta có. Không một ngôi sao nhạc đại chúng nào – không phải Mariah Carey, không phải Celine Dion, không phải Barbra Streisand – một cách công bằng, là đối thủ của Houston về giọng hát lưu loát tinh tế và sự tinh khiết của tông giọng, cũng như khả năng lấp đầy một lời nhạc với tính nhạc kịch đầy mê hoặc của cô."
Jon Caramanica của The New York Times bình luận rằng, "Giọng hát của cô ấy thanh khiết và mạnh mẽ, hầu như không dính sạn, rất thích hợp với những bản tình ca và những khúc ca hi vọng. [...] Đó là một giọng ca bất bại, và sinh ra để dành cho những màn trình diễn giọng hát gây chấn động và làm thời gian ngừng trôi." Mariah Carey đánh giá, "Cô ấy [Houston] có quãng trung thực sự rất dày và khỏe mà hầu như không ai có được. Cô ấy hát thực sự rất tốt, rất mạnh mẽ." Trong bài đánh giá về album I Look to You, nhà phê bình âm nhạc Ann Powers của Los Angeles Times viết rằng, "[giọng hát của Houston] đứng vững như một tượng đài giữa nền âm nhạc đại chúng của thế kỷ 20, định nghĩa những kiến trúc của thời điểm đó, che chở cho giấc mơ của hàng triệu người và truyền cảm hứng cho sự nghiệp leo dốc của vô số những kẻ cố gắng bắt chước", nói thêm "Khi cô ấy ở đỉnh cao, không gì có thể sánh được với giọng nữ trung khỏe, tinh khiết và tuyệt vời của cô."
Lauren Everitt từ tạp chí BBC News bình luận về cách sử dụng melisma trong các bản thu ân của Houston và những ảnh hưởng của nó. "Một chữ 'I' ở đầu ca khúc 'I Will Always Love You' của Whitney Houston mất gần 6 giây để hát. Trong những giây đó, ngôi sao nhạc đại chúng xuất thân là ca sĩ thánh ca đã thêm vào hàng loạt những nốt nhạc khác nhau trong một âm tiết đơn", Everitt viết. "Kỹ thuật này được sử dụng nhiều lần xuyên suốt bài hát, chủ yếu rõ nét ở mỗi từ 'I' và 'you'. Kỹ thuật hát này được gọi là melisma, và nó đã truyền cảm hứng cho một loạt những kẻ bắt chước. Những nghệ sĩ khác có thể đã sử dụng nó trước Houston, nhưng nhờ bản hát lại khúc tình ca của Dolly Parton của cô mà kỹ thuật này được sử dụng rộng rãi trong thập niên 90. [...] Nhưng có lẽ thứ mà Houston đã nắm chắc nhất là sự tiết chế." Everitt nói rằng "trong xu hướng mà những chương trình truyền hình thực tế khiến người ta bội thực với việc 'ca hát quá mức', thật dễ dàng để đánh giá cao khả năng sử dụng melisma đúng lúc của Houston."
Phong cách giọng hát của Houston đã để lại ảnh hưởng sâu sắc tới nền công nghiệp âm nhạc. Theo Linda Lister của Divafication: The Deification of Modern Female Pop Stars, bà được phong tặng danh hiệu "Nữ hoàng nhạc Pop" cho ảnh hưởng của mình trong những năm 1990, và là đối thủ về mặt thương mại với Mariah Carey và Celine Dion. Stephen Holden từ The New York Times, khi đánh giá về buổi hòa nhạc vào ngày 20 tháng 7 năm 1993 của Houston tại Radio City Music Hall, đã ca ngợi thái độ của bà khi làm việc như một ca sĩ và viết rằng: "Whitney Houston là một trong số ít những ngôi sao nhạc đại chúng đương đại được nhận định là: giọng hát làm trọn vẹn. Trong khi hầu hết các ca sĩ biểu diễn có những album bán được cả triệu bản phải sử dụng những mánh khóe của một nhà hoạt động giải trí, từ đùa cợt, đến nhảy múa, đến trò nổ pháo hoa trong rạp xiếc, cô Houston chỉ đứng đó và hát." Về phong cách ca hát của cô, ông nói thêm: "Phong cách nghệ thuật của cô đã trở thành thương hiệu – những đoạn melisma rùng mình làm nổi lên phần giữa của một bài hát, việc nhấn mạnh nhiều lần ở cuối mỗi cụm từ gợi đến sự vui vẻ đến gần hết hơi – làm đầy đặn những màn trình diễn của cô với những tia sáng của âm nhạc và bùng nổ cảm xúc."
Houston gặp phải những vấn đề về giọng hát trong những năm sau này. Gary Catona, một người huấn luyện thanh nhạc bắt đầu làm việc cùng Houston từ năm 2005, khẳng định rằng: "'Khi tôi làm việc với cô ấy lần đầu vào năm 2005, cô ấy đã mất 99,9 phần trăm giọng hát của mình... Cô ấy gần như không thể nói, chứ chưa tính đến chuyện hát. Lối sống của cô ấy đã khiến cho giọng hát gần như bị khàn hoàn toàn.'" Sau khi Houston qua đời, Catona khẳng định rằng giọng hát của Houston đạt được "'khoảng 75 đến 80 phần trăm'" khả năng trước đó sau khi anh làm việc với bà. Tuy nhiên, trong chuyến lưu diễn toàn cầu sau sự kiện phát hành album I Look To You, "những video trên YouTube xuất hiện, cho thấy giọng hát [của Houston] bị vỡ, dường như không thể ngân được những nốt nhạc từng làm cho cô nổi tiếng".

## Di sản và tầm ảnh hưởng

Biểu tượng âm nhạc Whitney Houston trong những năm thập niên 1990

Trong thập niên 80 của thế kỉ 20, MTV trở nên phổ biến và nhận về nhiều chỉ trích do không dành đủ thời lượng cho video của những nghệ sĩ da màu. Trong khi Michael Jackson phá vỡ rào cản về màu da cho những nam nghệ sĩ da màu, thì Houston đã làm được điều tương tự cho những nữ nghệ sĩ da màu. Bà trở thành nghệ sĩ da màu đầu tiên nhận được sự chú ý rộng rãi sau thành công của video "How Will I Know". Sau bước đột phá của Houston, nhiều nữ nghệ sĩ người Mỹ gốc Phi khác như Janet Jackson và Anita Baker đã được thành công trong nền âm nhạc đại chúng. Baker bình luận rằng "Nhờ những gì mà Whitney và Sade đã làm được, tôi đã có cơ hội cho mình... Trên những trạm phát thanh, nữ nghệ sĩ da màu không còn là một điều cấm kỵ nữa."
AllMusic lưu ý đến đóng góp của bà tới sự thành công của những nghệ sĩ da màu trong thị trường nhạc pop và bình luận rằng, "Houston có thể xử lý những bản ballad lớn của dòng nhạc urban contemporary, những bản dance-pop sôi động và thời thượng, cũng như những ca khúc urban contemporary soul trơn tru với sự khéo léo tương tự" và rằng "kết quả là sự hấp dẫn tới mọi tầng lớp khán giả mà rất rất ít những nghệ sĩ cùng thời đại của cô sánh được, và giúp cô trở thành một trong số những nghệ sĩ da màu đầu tiên tìm được thành công trên MTV". The New York Times cho rằng "Houston là một chất xúc tác quan trọng cho bước chuyển mình trong âm nhạc của người da màu, khi nó thừa nhận tính liên tục của các dòng nhạc soul, pop, jazz và những lối hát phúc âm truyền thống". Richard Corliss của tạp chí Time đã bình luận về việc những thành công đầu tay của bà đã phá vỡ nhiều rảo cản như sau:
Trong mười bài hát của album đầu tay của cô, sáu bài là những bản ballad. Nữ ca sĩ này [Houston] đã phải tranh giành thời lượng trên các đài phát thanh với những ca sĩ rock nặng. Quý cô trẻ này đã phải đứng lên một cách dũng cảm trong một căn phòng khóa kín của nhạc rock hung hăng theo kiểu nam nhi. Ca sĩ nhạc soul với những bước đi khệnh khạng này đã phải quyến rũ một đối tượng khán giả âm nhạc chỉ phong danh hiệu siêu sao cho rất ít những nghệ sĩ da màu. [... ] Cô ấy là một hiện tượng chỉ chờ để xảy ra, một sự lựa chọn đầy khôn ngoan của thính giả khi họ mong mỏi một sự trở lại của nốt Đô trong âm nhạc. Và bởi vì mỗi ngôi sao mới tạo ra thể loại của chính cô ấy, thành công của cô đã giúp đỡ nhiều nghệ sĩ da màu, nghệ sĩ nữ, nhiều nghệ sĩ hát nhẹ nhàng khác tìm được sự đón nhận nhiệt tình trong thị trường nhạc pop.
Stephen Holden của The New York Times nói rằng Houston "đã đem lại sức sống mới cho lối hát truyền thống theo phong cách pop-soul có thiên hướng phúc âm mạnh mẽ". Ann Powers của Los Angeles Times nhắc đến Houston như là một "báu vật quốc gia". Jon Caramanica, một nhà phê bình âm nhạc khác của The New York Times, gọi Houston "người đổi mới tuyệt vời của nhạc R&B" và nói thêm "một cách chậm rãi nhưng chắc chắn, dung hòa được khát vọng và sự tán dương của nhà thờ với những biến chuyển, nhu cầu của đại đa số và sự hài lòng của khán giả đại chúng". Ông cũng so sánh ảnh hưởng của Houston và những tên tuổi lớn khác của nhạc pop những năm 1980:
Cô ấy, bên cạnh Michael Jackson và Madonna, là một trong số những nhân vật quyết định trong việc lai giống nhạc pop vào những năm 1980, tuy rằng chiến lược của cô kém căn bản hơn nhiều so với những đồng nghiệp. Jackson và Madonna lần lượt tỏ ra dâm dật và cục súc, và điểm cốt yếu là, họ sẵn lòng để quá trình sản xuất tạo được tiếng vang hơn là giọng hát, một sự lựa chọn mà cô Houston không bao giờ theo đuổi. Cô cũng không sản sinh ra nhiều tác phẩm như cả hai người họ, mà đạt được phần lớn tiếng tăm của mình nhờ thành công của ba album hát đơn đầu tiên và một album nhạc phim, phát hành từ năm 1985 đến năm 1992. Nếu cô ấy ít có ảnh hưởng hơn họ trong những năm sau đó, đó chỉ là vì tài năng của cô quá hiếm hoi, không thể bắt chước được. Jackson và Madonna xây dựng thế giới quan xung quanh giọng hát của họ; còn giọng hát của cô Houston chính là thế giới quan. Cô ấy là một người nào đó để ngưỡng mộ, như một phần của viện bảo tàng, hơn là để bắt chước.
Nhà phê bình âm nhạc Andy Gill của The Independent cũng viết về ảnh hưởng của Houston với nhạc R&B hiện đại và những cuộc thi ca hát, so sánh nó với ảnh hưởng của Michael Jackson. "Vì Whitney, hơn bất cứ nghệ sĩ hát đơn nào khác – trong đó có Michael Jackson – trên thực tế, đã vạch ra tiến trình của R&B hiện đại, thiết lập những chuẩn mực của phong cách hát nhạc soul, và tạo ra hình mẫu đầu tiên của những thứ mà hiện nay chúng ta hay nhắc đến theo thói quen, ví dụ như 'diva nhạc soul' ", Gill phát biểu. "Jackson cũng là một biểu tượng vô cùng tài năng, chắc chắn là như vậy, nhưng ông ấy cũng sẽ được nhớ đến (rất có thể nhiều hơn) nhờ những kĩ năng trình diễn chuyên nghiệp, những bước nhảy lộng lẫy, cũng như những đổi mới âm nhạc của mình. Whitney, mặt khác, chỉ hát, những tiếng rì rầm từ giọng hát của cô tiếp tục thống trị bức tranh nhạc pop." Gill nói rằng có "ít, nếu như tồn tại, những người bắt chước Jackson trong những chương trình tài năng trên truyền hình ngày nay, nhưng mọi thí sinh khác đều mong muốn được trở thành Whitney, cố gắng một cách liều lĩnh và tuyệt vọng để thi đua với một hỗn hợp tuyệt vời của những hiệu ứng ca hát  – melisma trôi chảy, sự tự tin của một giọng nữ trung cao vút, sự rung động mà đã chuyên chở những lời hát cuối cùng tới địa hạt của những khát khao cao hơn".
Houston được nhiều người đánh giá là một "ca sĩ của các ca sĩ", một người có ảnh hưởng tới vô số các giọng ca khác, không phân biệt giới tính. Tương tự như trên, Steve Huey từ Allmusic viết rằng cái bóng của kĩ thuật hát phi thường của Houston vẫn hiện lên lờ mờ ở gần như mọi diva nhạc pop và ca sĩ urban soul nhẹ – cả nam ca nữ – theo sau cô, và sản sinh ra một lực lượng đông đảo những kẻ bắt chước. Rolling Stone, trong bài viết về tiểu sử của cô, khẳng định rằng Houston "đã định nghĩa lại hình ảnh của một biểu tượng giọng ca nữ nhạc soul và truyền cảm hứng cho nhiều ca sĩ từ Mariah Carey đến Rihanna". Tạp chí Essence xếp Houston ở vị trí thứ 6 trong danh sách 50 ngôi sao R&B có ảnh hưởng nhất của họ, gọi cô là một "diva để chấm dứt tất cả các diva".
Nhiều nghệ sĩ đã thừa nhận Houston là người có ảnh hưởng đến họ, trong đó có Michael Jackson, Celine Dion, Mariah Carey, Toni Braxton, Lady Gaga, Christina Aguilera, LeAnn Rimes, Jessica Simpson, Nelly Furtado, Kelly Clarkson, Britney Spears, Ciara, P!nk, Aneeka, Ashanti, Hayley Williams, Robin Thicke, Jennifer Hudson, Stacie Orrico, Amerie, Destiny's Child, và Ariana Grande. Mariah Carey, người thường được so sánh với Houston, nói rằng: "Cô ấy [Houston] luôn có một ảnh hướng lớn đến tôi." Sau đó cô nói với USA Today rằng "không một ai trong chúng ta có thể hát được như hôm nay nếu Aretha Franklin chưa từng phát hành một bản thu âm, hoặc Whitney Houston chưa từng [làm vậy]." Celine Dion, thành viên thứ ba trong bộ ba ca sĩ thống trị các nữ nghệ sĩ nhạc pop trong những năm 1990, đã thực hiện một cuộc phỏng vấn trên điện thoại với Good Morning America vào ngày 13 tháng 2 năm 2012 và nói: "Whitney đã luôn là một nguồn cảm hứng tuyệt với tôi. Thật ra, tôi đã hát cùng với cô ấy trong cả sự nghiệp của mình. Tôi đã mong muốn có được một sự nghiệp như của cô ấy, hát như cô ấy, trông xinh đẹp như cô ấy." Beyoncé nói với Globe and Mail rằng Houston "đã truyền cảm hứng [cho cô] để thức dậy và làm những gì [cô] đã làm được". Cô cũng viết trên trang web chính thức một ngày sau cái chết của Houston rằng: "Tôi, như mọi nghệ sĩ, đã luôn mong ước được như [Houston]. Giọng hát của cô ấy hoàn hảo. Mạnh mẽ nhưng lại dỗ dành, an ủi. Gây xúc cảm và kinh điển. Sự ngân rung của cô, nhịp điệu của cô, sự kiểm soát giọng hát của cô. Có quá nhiều kỉ niệm trong cuộc đời của tôi gắn liền với một bài hát của Whitney Houston. Cô ấy là nữ hoàng của chúng ta, và cô đã mở những cánh cửa và cung cấp một bản thiết kế cho tất cả chúng ta."
Mary J. Blige nói rằng việc Houston mời cô lên sân khấu trong chương trình Divas Live của VH1 vào năm 1999 "đã mở ra những cánh cửa cho [cô] trên toàn thế giới". Brandy phát biểu rằng: "CD đầu tiên của Whitney Houston là một thiên tài. CD đó đã giới thiệu chúng ta đến với thế giới của giọng hát thiên thần nhưng mạnh mẽ của cô. Không có Whitney, một nửa ca sĩ của thế hệ này sẽ không ca hát." Kelly Rowland, trong một bài viết chuyên sâu ca tụng âm nhạc da màu vào tháng 6 năm 2006 của tạp chí Ebony, hồi tưởng lại rằng: "[Tôi] đã muốn được trở thành một ca sĩ sau khi tôi xem Whitney Houston hát 'Greatest Love of All' trên truyền hình. Tôi muốn hát như Whitney Houston trong bộ váy đỏ đó." Cô cũng nói thêm rằng: "Và tôi không bao giờ, chưa từng quên bài hát đó [Greatest Love of All]. Tôi đã học nó rất kĩ. Video đó vẫn làm tôi phải rùng mình. Khi bạn mơ ước và cầu nguyện cho một điều gì đó như một đứa trẻ, bạn không bao giờ biết được những phước lành gì Chúa sẽ mang đến cho bạn."
Alicia Keys nói rằng: "Whitney là một nghệ sĩ đã truyền cảm hứng cho tôi từ [lúc tôi còn là] một cô bé." Người thằng giải Oscar Jennifer Hudson nhắc đến Houston là nguồn ảnh hưởng âm nhạc lớn nhất tới cô. Cô kể với Newsday rằng cô đã học được từ Houston "sự khác biệt giữa việc có khả năng hát và biết cách hát". Leona Lewis, người được gọi là "Whitney Houston mới", cũng đề cập bà là một ảnh hưởng. Lewis phát biểu rằng cô từng thần tượng bà khi cô còn là một cô bé.

## Thành tựu

Tượng vinh danh của Houston

Theo Sách Kỷ lục Guinness, Houston là nữ nghệ sĩ được trao nhiều giải thưởng nhất mọi thời đại với 2 giải Emmy, 8 giải Grammy, 16 giải thưởng Âm nhạc Bilboard, 22 giải thưởng Âm nhạc Mỹ trong tổng số 415 giải thưởng tính đến năm 2010. Bà từng nắm giữ kỷ lục của nữ nghệ sĩ hát đơn thắng nhiều giải Âm nhạc Mỹ nhất mọi thời đại và chia sẻ kỷ lục của Nghệ sĩ thắng nhiều giải Âm nhạc Mỹ nhất trong một năm cùng Michael Jackson với 8 giải thưởng vào năm 1994. Houston cũng xác lập kỷ lục với việc chiến thắng 11 giải thưởng Âm nhạc Billboard trong lễ trao giải lần thứ tư vào năm 1993. Bà cũng nắm giữ kỷ lục chiến thắng nhiều giải thưởng Âm nhạc Thế giới nhất trong một năm với 5 giải đoạt được trong lễ trao giải lần thứ 6 vào năm 1994.
Vào tháng 5 năm 2003, Houston được xếp ở vị trí thứ 3 trong danh sách "50 Phụ nữ Vĩ đại nhất của Kỷ nguyên Video" của VH1. Bà cũng nằm trong danh sách "200 Biểu tượng Văn hóa Pop Vĩ đại nhất mọi thời đại" của kênh này. Năm 2008, tạp chí Billboard xuất bản danh sách Top Nghệ sĩ Mọi thời đại của Hot 100 để kỷ niệm sinh nhật lần thứ 50 của bảng xếp hạng đĩa đơn Hoa Kỳ và xếp Houston ở vị trí thứ 9 trong danh sách này. Tương tự, bà cũng được xếp ở vị trí số 1 trong danh sách "Top 100 Nghệ sĩ Vĩ đại nhất mọi thời đại" của VH1 vào tháng 9 năm 2010. Trong tháng 11 năm 2010, Billboard xuất bản danh sách "Top 50 Nghệ sĩ R&B/Hip-Hop của 25 năm qua" và xếp Houston ở vị trí thứ 3, do bà không chỉ có được 8 đĩa đơn quán quân trên bảng xếp hạng R&B/Hip-Hop Songs mà còn có thêm 5 album quán quân trên bảng xếp hạng R&B/Hip-Hop Albums.
Album đầu tay của Houston được liệt vào danh sách 500 album vĩ đại nhất của tạp chí Rolling Stone và cũng nằm trong danh sách 200 Vĩnh cửu của Đại sảnh Danh vọng Rock and Roll. Vào năm 2004, Billboard chọn thành công của album đầu tiên của bà trên các bảng xếp hạng là một trong số 100 Cột mốc Âm nhạc trong lịch sử của tạp chí này. Theo tờ USA Today vào năm 2007, sự gia nhập ngành công nghiệp âm nhạc của Houston được coi là một trong 25 cột mốc âm nhạc trong 25 năm vừa qua. Tờ báo này phát biểu rằng bà đã mở đường cho những kĩ thuật giọng hát điêu luyện giúp Mariah Carey đứng đầu trên các bảng xếp hạng. Vào năm 1997, trường Franklin ở East Orange, New Jersey được đổi tên thành Trường Học viện Nghệ thuật Sáng tạo và Biểu diễn Whitney E. Houston. Năm 2001, Houston trở thành nghệ sĩ đầu tiên được trao Giải Thành tựu trọn đời của BET. Houston là một trong số những nghệ sĩ nhạc pop bán đĩa chạy nhất mọi thời đại với 200 triệu bản ghi âm bán ra trên toàn cầu. Tính đến năm 2020, bà đứng ở vị trí thứ tư trong danh sách các nữ nghệ sĩ âm nhạc bán đĩa chạy nhất tại Mỹ của Hiệp hội Công nghiệp Ghi âm Hoa Kỳ với 60 triệu album bán ra được chứng nhận. Bà cũng nhận được Học vị Tiến sĩ danh dự ngành Khoa học Nhân văn từ Trường Đại học bang Grambling, Louisiana. Houston được lựa chọn đưa vào Đại sảnh Danh vọng New Jersey vào năm 2013. Vào tháng 8 năm 2014, Houston cũng được lựa chọn vào hạng hai của Đại sảnh Danh vọng Nhạc Rhythm and Blues. Vào tháng 10 năm 2019, có thông báo cho biết Houston là một trong 9 nghệ sĩ lần đầu được đề cử, cũng như trong tổng số 16 nghệ sĩ được đề cử vào Đại sảnh Danh vọng Rock and Roll năm 2020.

## Phim tài liệu
Vào năm 2015, bộ phim tiểu sử Whitney ra mắt trên kênh Lifetime. Bộ phim được đạo diễn bởi bạn diễn chính cùng với Houston trong Waiting to Exhale, Angela Bassett. Người mẫu Yaya DaCosta vào vai Houston trong phim.
Một phim tài liệu chiếu trên truyền hình khác có tựa đề Whitney: Can I Be Me được phát sóng trên Showtime vào ngày 25 tháng 8 năm 2017. Bộ phim được đạo diễn bởi Nick Broomfield.
Ngày 27 tháng 4 năm 2016, có thông báo cho biết đạo diễn Kevin Macdonald sẽ làm việc với đội ngũ sản xuất phim Altitude – những người đã thực hiện sản xuất cho bộ phim Amy (2015) nói về Amy Winehouse, trong một phim tài liệu mới dựa trên cuộc đời và cái chết của Houston. Đây là phim tài liệu đầu tiên nhận được sự cho phép từ quỹ di sản của Houston. Với tựa đề Whitney, bộ phim ra mắt tại Liên hoan phim Cannes 2018 và được công chiếu trên toàn cầu tại các rạp phim vào ngày 6 tháng 7 năm 2018.

## Danh sách đĩa nhạc
- Whitney Houston (1985)
- Whitney (1987)
- I'm Your Baby Tonight (1990)
- My Love Is Your Love (1998)
- Just Whitney... (2002)
- One Wish: The Holiday Album (2003)
- I Look to You (2009)

## Danh sách phim
- The Bodyguard (1992)
- Waiting to Exhale (1995)
- The Preacher's Wife (1996)
- Cinderella (1997)
- Sparkle (2012)
- Whitney: Can I Be Me (2017)
- Whitney (2018)

## Các chuyến lưu diễn

### Lưu diễn thế giới
- The Greatest Love World Tour (1986)
- Moment of Truth World Tour (1987-1988)
- I'm Your Baby Tonight World Tour (1991)
- The Bodyguard World Tour (1993-1994)
- My Love Is Your Love World Tour (1999)
- Nothing but Love World Tour (2010)
- Whitney Houston Hologram Tour (2020)

### Lưu diễn khu vực
- Feels So Right Tour (1990)
- Pacific Rim Tour (1997)
- The European Tour (1998)
- Soul Divas Tour (2004)